# ニコンの銀塩一眼レフカメラ製品一覧

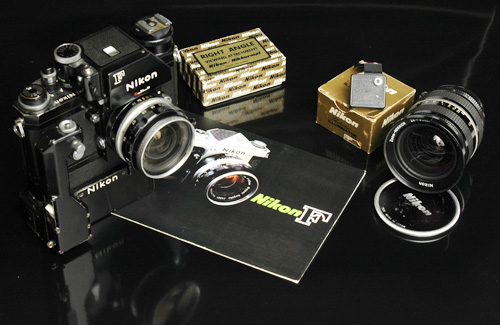
ニコンFとアクセサリ

ニコンの銀塩一眼レフカメラ製品一覧は、日本光学（ニコン）の銀塩写真・一眼レフカメラの一覧である。ただし「ニコノスRS」はニコンの全天候カメラ製品一覧#ニコノスRSを参照のこと。
ニコンの35mm（135フィルム）一眼レフカメラは、フィルム時代を通して（さらには現在のデジタル一眼レフも）一貫して「ニコンFマウント」である。同マウントは1959年（昭和34年）の「ニコンF」以来のもので、「不変のFマウント」の言葉に代表されるようにオートフォーカス化などでマウントそのものを変更してきた他社と比較すれば、バヨネットの形状とフランジバックがそのままに保たれ、その意味では、新旧のレンズとボディ、相互の互換性は高い。
しかしそれ以外の点、すなわち、レンズの開放絞り値のボディ側への情報伝達をはじめとして、オートフォーカス化、電子接点の追加といった、機能の追加が重ねられてきたという点では他社と何ら変わることがなく、それらを、互換性を比較的高く保って行ってきたという点が評価されるべきであろう。歴史が長くなるにつれ、過去のレンズが新しい機体に装着できるものの機能に制限がつく場合・新しいレンズは旧機体では機能しない（若しくは取り付け不可）があり、CPUレンズ装着時のみ露出計が動作する、あるいは露出モードが制限される機種がある、初期のオートフォーカス機は後に登場したオートフォーカス駆動用モーター内蔵レンズが動作しない、逆に最近はオートフォーカス駆動用モーター内蔵レンズでしかオートフォーカス動作しない機種も登場している、「Gタイプ」及び外部メーカーのGタイプ相当レンズは絞り環を持たないためボディ側で絞り制御ができない機種では装着はできても使用はできない、など互換性に関しては年々混乱が見られるようになってきている。中には機械的な情報伝達機構の干渉により、レンズやボディを損傷してしまう組み合わせも極少数ながら存在するので注意が必要である。
2020年（令和2年）11月、最後のフィルムカメラであるニコンF6が販売終了となり、レンジファインダー機「ニコンI」から72年間、一眼レフ機「ニコンF」から61年間続いたニコンのフィルムカメラの歴史に幕を下ろした。

## ニコンF（一桁台）シリーズ
135フィルムを使用する24×36mm（ライカ）判一眼レフカメラであり、フラグシップ機。
ニコンFシリーズの1桁ナンバーはニコン銀塩カメラのフラッグシップモデルに冠せられ、ニコンFからニコンF6まで6モデルがある。「F一桁」（エフ・ヒトケタ）とも呼ばれる。全てバヨネットマウントの「ニコンFマウント」で統一されている。旧連動式レンズはAi方式露出計連動に対応する連動爪が邪魔になってニコンF5以降のボディーには取り付けできないが、連動爪を可倒式にするカメラボディ改造サービスを提供しており可倒式改造でほとんどのレンズが使用可能となる。

### ニコンF
ニコンFは、ニコン初の一眼レフファインダー式カメラでありニコンFマウントが初採用されたモデルである。　開発は1956年（昭和31年）秋より松永梧郎ら4名の技術者チームによって開始され、設計方針としてニコンSPの部品をできる限り流用しつつ視野率100 %のファインダーを搭載した新生一眼レフカメラシステムを計画することに焦点が注がれていた。ゆえに基本的にはニコンSPのボディを左右に二分割し、間にミラーボックスを挟んだ「一眼レフカメラ版ニコンSP」といった設計である。そして、ほぼ100%のファインダー視野率、ファインダー交換可能、ミラーアップ機構の搭載、自動絞りなどユーザーにとって使いやすいカメラとなった。また交換レンズ群、アタッチメントやアクセサリーなど周辺機器をシステム体系として供給し、ユーザがそれらから選択し活用することで多くの撮影場面に利用できた。意匠デザインは亀倉雄策が担当し、1966年（昭和41年）9月ニコン製品として初めてグッドデザイン賞を受賞した。

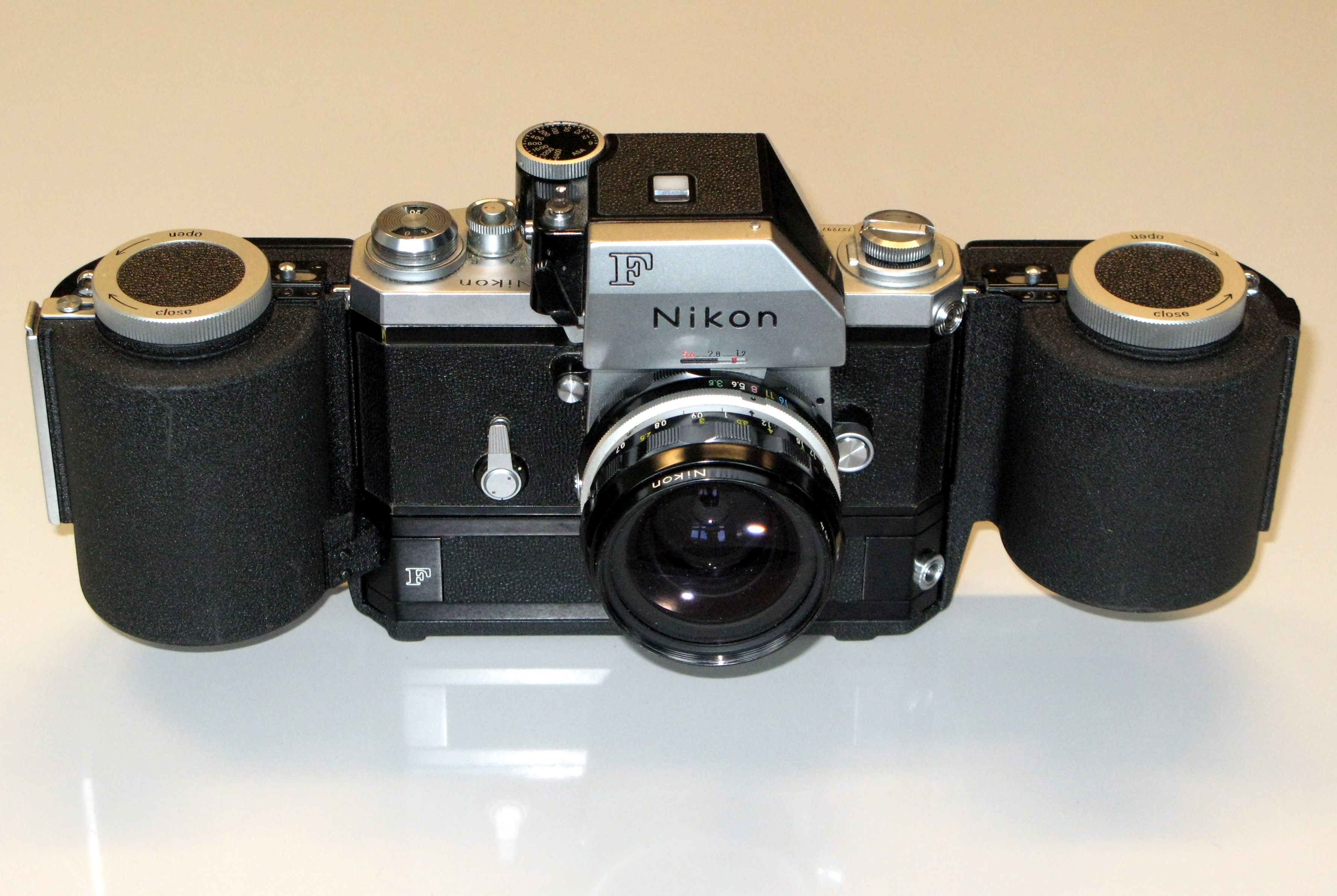
ニコンFフォトミックにフィルムマガジンとドライブの構成

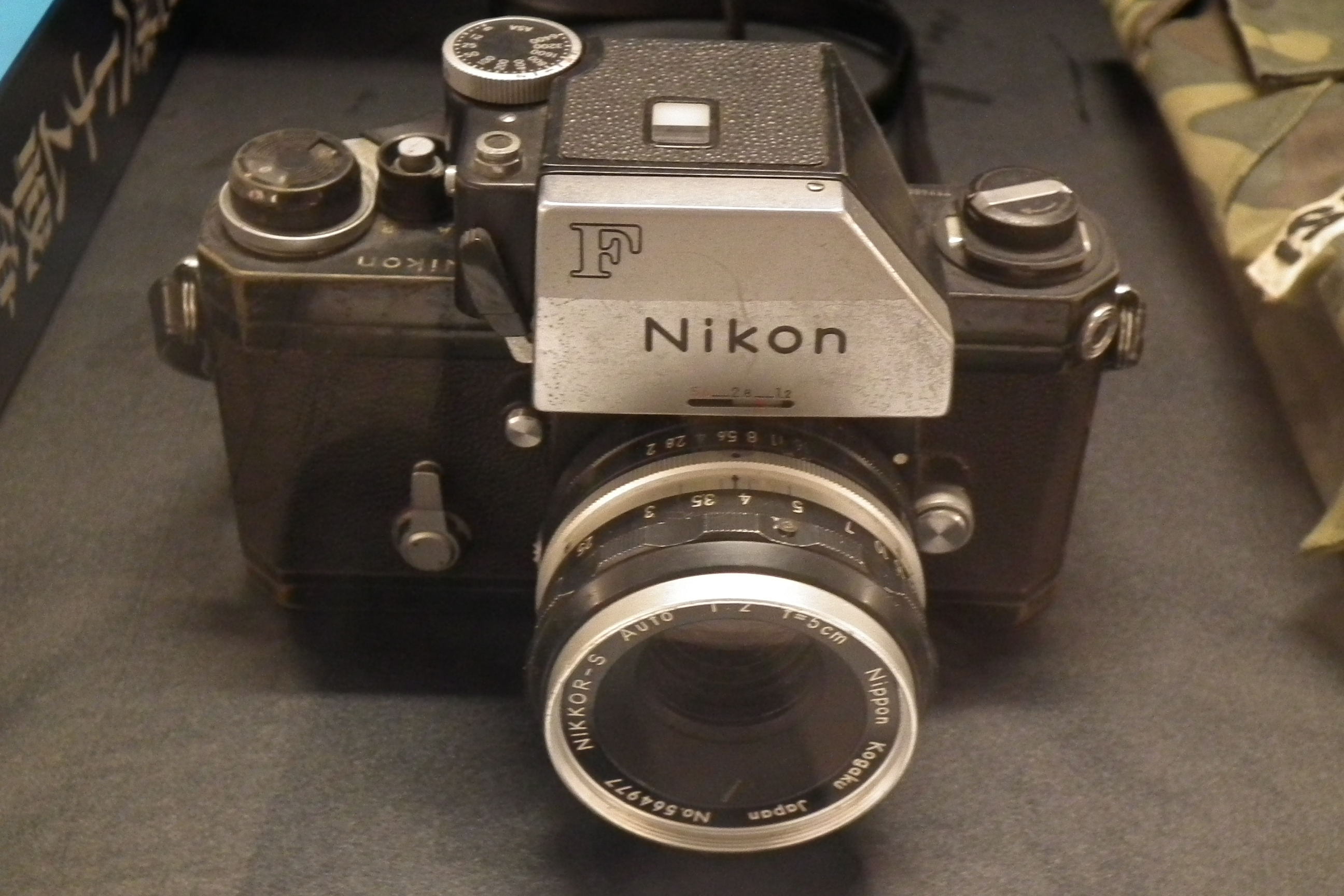
報道カメラマンにも多用され、石川文洋がベトナム戦争で使用したNikon Fはホーチミン市戦争証跡博物館にて常設展示されている。

裏蓋は取り外し式で通常のパトローネ入りフィルムのほかフィルムマガジンも使用可能。シャッター幕は初期生産モデルの約100台がゴム引き布幕であったが、後にチタン幕に変更されている。オーバーホールされている機体が多いため、初期ロットでもシャッター幕やセルフタイマーレバーや巻き上げレバー等に後期の部品が使用されている場合がある。
報道分野などのプロユースでも広く使われ、特に1964年（昭和39年）に行なわれた東京オリンピックでは、多くの超望遠レンズによる迫力ある写真を提供したことによってその地位を確たるものにした。
ニコンFには、前期型と、後期型とがあり、後期型は前期型の構造を、多少簡素化したものである。愛好家のあいだでは、とくに前期型が珍重され、中古カメラ市場でもたいへん品薄になっていて、入手は困難である。前期型と後期型を見分けるのは簡単なことである。カメラを上から見たとき、右側にローマ字で、NIPPON KOUGAKUと書いてあるのが前期型で、Nikonと書いてあるのが後期型である。
- ニコンF（Nikon F 、1959年（昭和34年）3月発表、6月発売） - アイレベルファインダーを装備したベーシックモデル。
- ニコンFフォトミック（Nikon F Photomic 、1962年（昭和37年）4月発売） - 外部測光式のフォトミックファインダーを搭載したモデル。ボディー自体はニコンFと同一。
- ニコンFフォトミックT（Nikon F Photomic T 、1965年（昭和40年）8月発売）- TTL平均測光のフォトミックTファインダーを搭載したモデル。ボディー自体はニコンFと同一。
- ニコンFフォトミックTn（Nikon F Photomic Tn 、1967年（昭和42年）4月発売） - TTL中央部重点測光のフォトミックTnファインダーを搭載したモデル。ボディー自体はニコンFと同一。
- ニコンフォトミックFTn（Nikon F Photomic FTn 、1968年（昭和43年）9月発売） - TTL中央部重点測光のフォトミックFTnファインダーを搭載したモデル。レンズ装着時に絞りリングを最小絞りから開放まで往復させるだけでレンズの開放値がファインダーに伝わり開放測光が可能になる。この絞り環の往復操作を俗に「ガチャガチャ」と呼ぶ。別売のフォトミックイルミネーターDL-1を装着すれば暗所でもファインダー内の情報を照明によって読み取ることができる。ボディー自体はニコンFと同一。
- アメリカ航空宇宙局向け特殊モデル - アポロ15号にフォトミックFTnベース、スカイラブ計画にはウエストレベルファインダー・モータードライブ装備のアメリカ航空宇宙局向け特殊モデルが使用された。レンズには窒素を封入している。

フォトミックファインダー装着モデルの測光素子は寿命が尽きているものが多いものの、ボディー本体には消耗的な電子部品による寿命の制約がなくまた構造に無理がなく各部品が頑強なため、発売後50年近く経つ今でもメーカーの補修用部品在庫の範囲で修理が可能。またパーツを生産しオーバーホールする修理専門店が多くあり、このため中古品としては比較的高額で売買されている。
生産終了は1974年（昭和49年）6月で、日本経済新聞の記事にもなった。
2019年（令和元年）9月10日、国立科学博物館が選定する重要科学技術史資料に、2019年度の26点（うちスチルカメラ3点）の一つとして登録された（登録番号第00280号）。登録基準の一つである「国際的に見て日本の科学技術発展の独自性を示すもの」に該当し、タイトルは「世界が認めた一眼レフカメラの完成形」とされた。

#### ニコンF用ファインダー
アイレベルファインダーのほかウェストレベルファインダー、アクションファインダーなどと交換できた。また後には露出計を内蔵したフォトミックファインダー、TTL露出計を内蔵したフォトミックTファインダーが発売され、これらは従来のボディーにも使用できた。
当初ボディー内部に露出計を持たないがアクセサリーとして外付けながら露出計連動爪のついたレンズの絞り値と連動しセレン光電子素子式の外付け露出計ニコン・メーターを取り付けることができたが、後にCdS露出計内蔵のフォトミックファインダーを取り付けた状態でも販売されまた単体で販売され、従来のボディーでもファインダー交換することにより測光が、またフォトミックファインダーTの発売でTTL測光が可能となった。ただしシリアルナンバーの冒頭が68以前のボディーにフォトミックFTnファインダーを装着するには銘板を一部削る必要がある。電源はファインダー内にMR9×1。

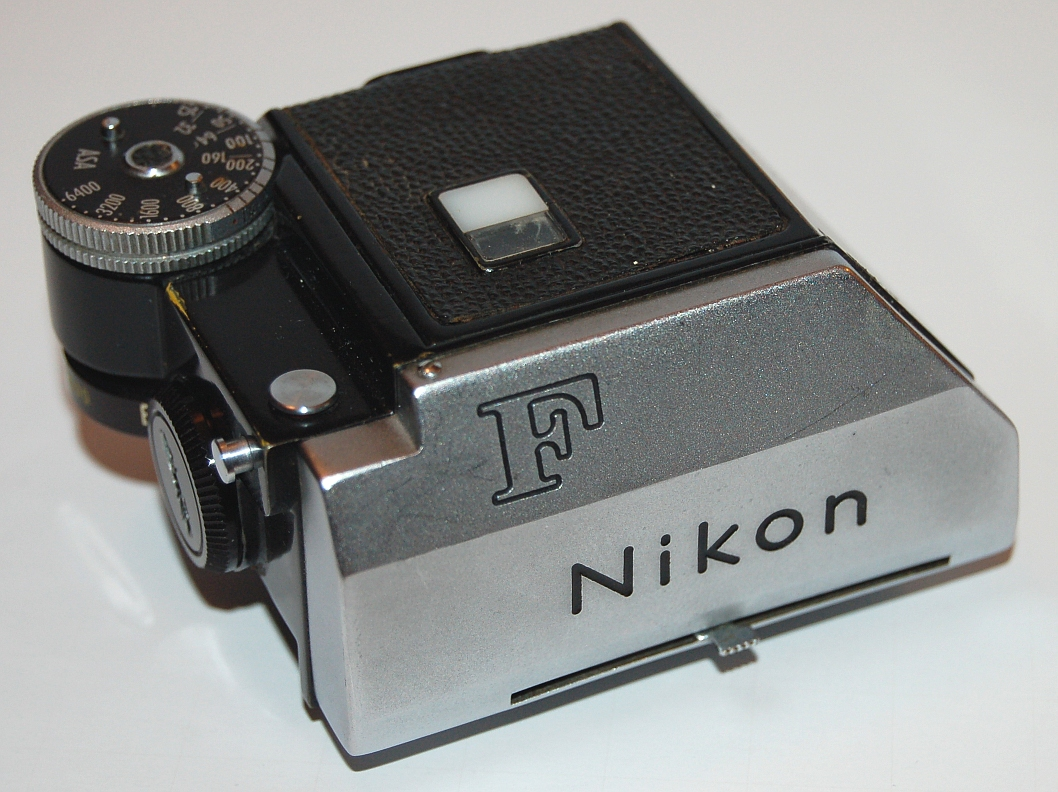
フォトミックファインダーT
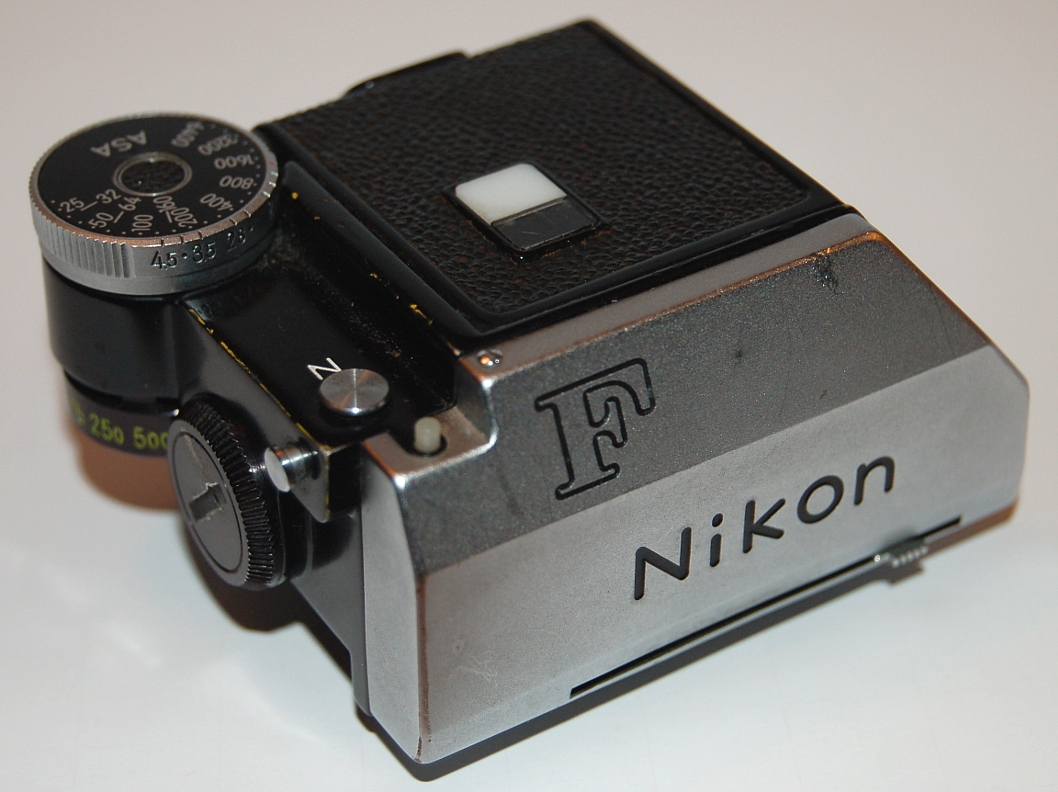
フォトミックファインダーTn
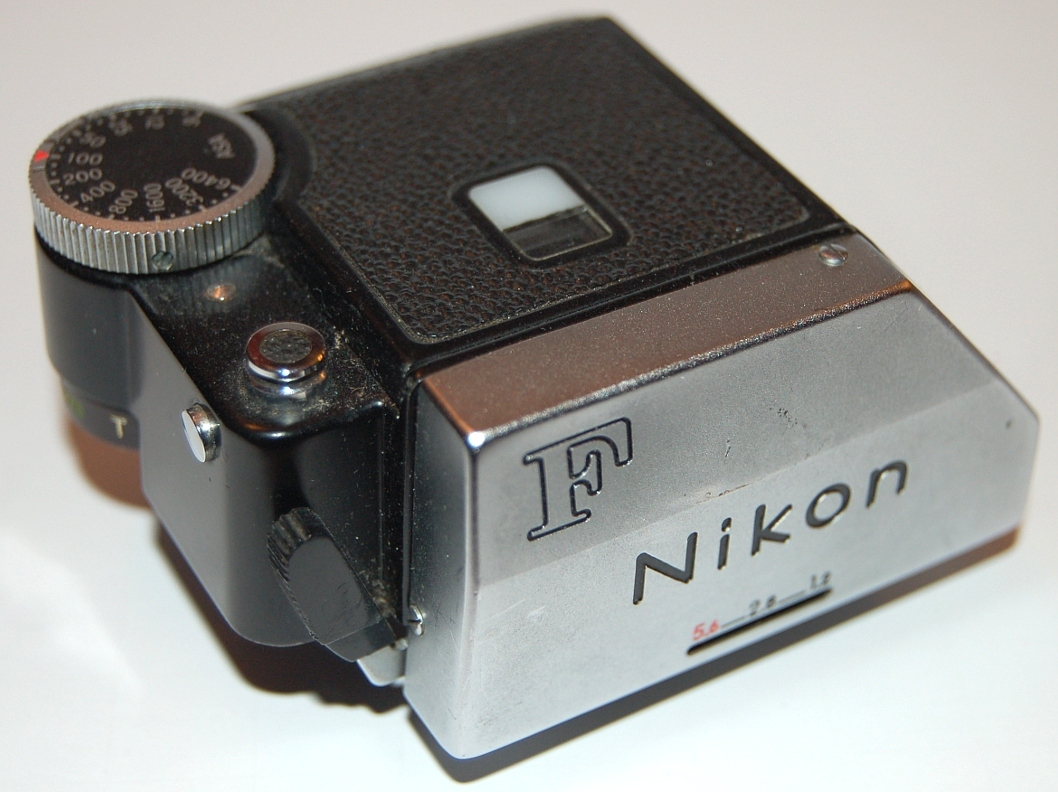
フォトミックファインダーFTn
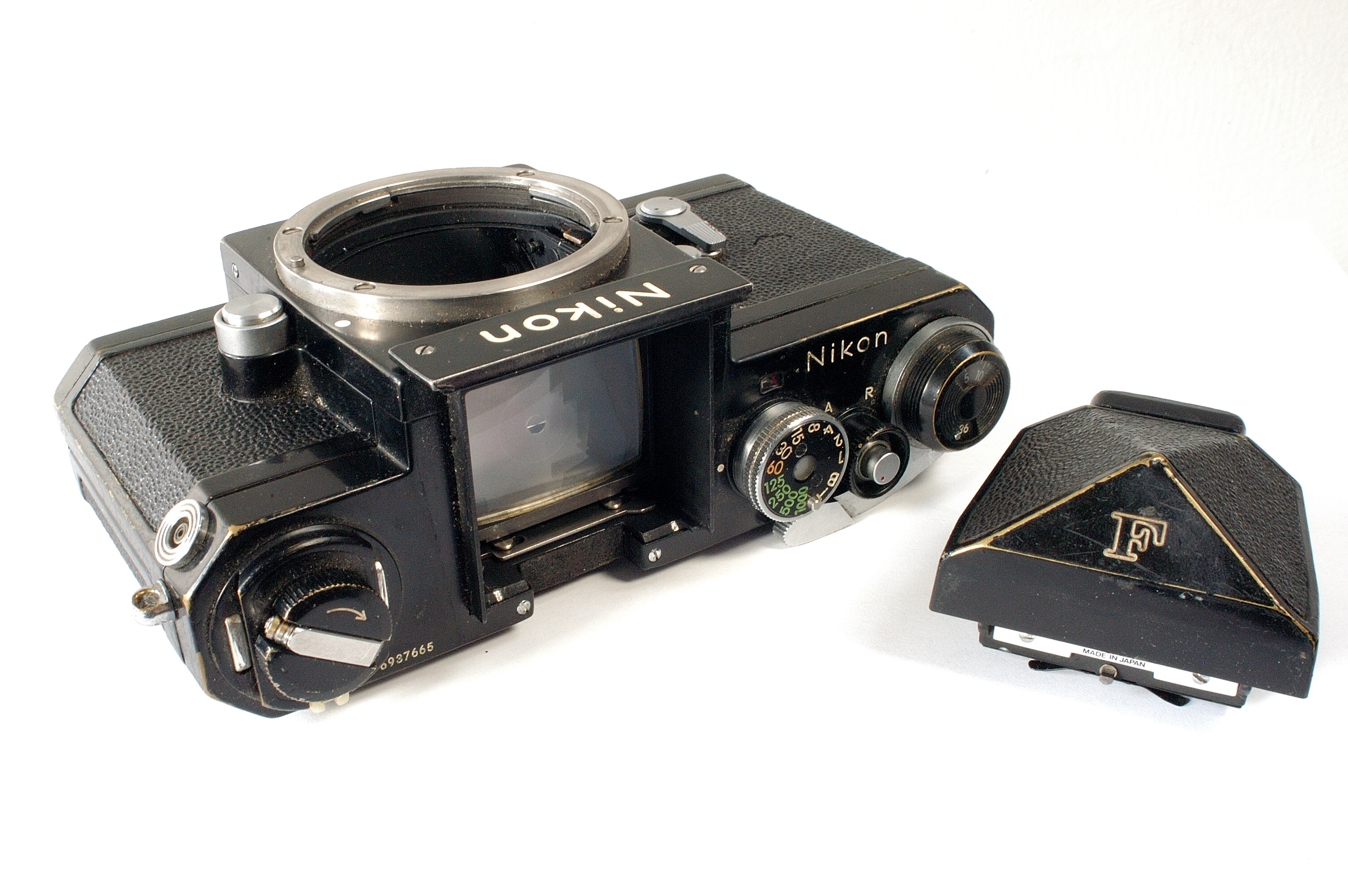
アイレベルファインダーを外したニコンF本体

#### ニコンF用モータードライブ
ニコンFでは、モータードライブの取付けに際して本体をサービスステーションに預ける必要があった。これはカメラ内部機構の組み立て寸法が標準化されておらず、1台ごとに微調整した上での装着が求められたためである。
- ニコンF-36
- ニコンF-250

### ニコンF2

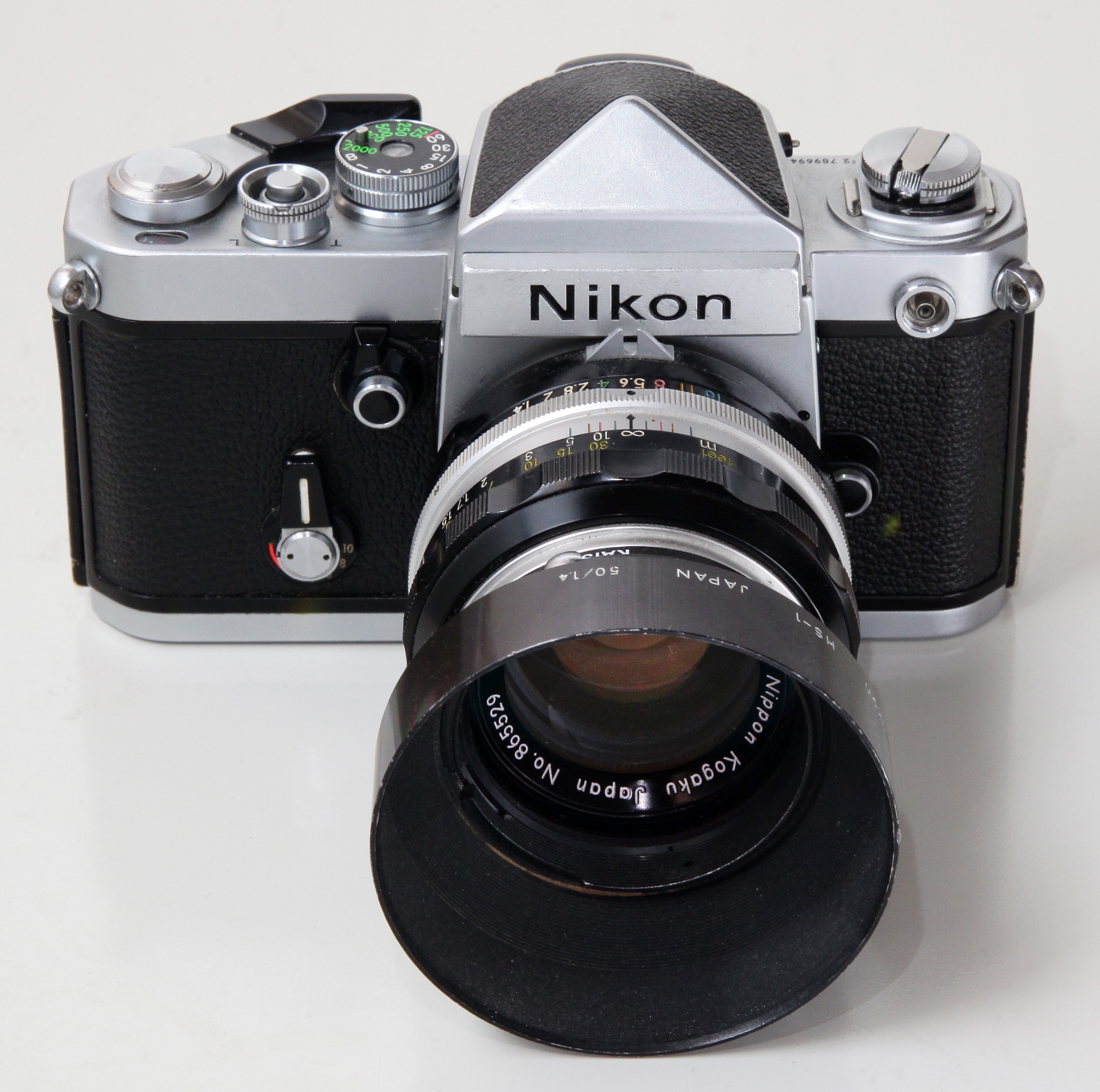
標準レンズを装着したニコンF2

開発時はF'（エフダッシュ）、後にAカメラと呼ばれていた。「ニコンFの改良版」と表現される場合もあるが実際には全面的に設計が変更されており、互換性を保ったファインダースクリーンを除いてネジ一本に至るまで全く別の部品が使用されている。ニコンF一桁機唯一の自社内デザインとなり、最後にして最高峰の機械式シャッター機となった。ニコンFにおいて、ニコンSシリーズの配置を踏襲したため「背面寄りの位置にあり使いにくい」という声のあったシャッターボタンを前に移動し、カドの取れたフォルムにするなどより手にフィットする筐体となった。裏蓋は開閉式になったがフィルムマガジンの使用に対応したため、フィルム交換などで裏蓋を開閉するには底部のレバー操作が必要である。シャッター速度は10秒～1/2000秒。10秒～2秒はセルフタイマー併用、1/80秒～1/2000秒は中間速度も使用可能である。横走りシャッター機は横に動く被写体を自然に写し込む特徴があり、電池切れによる影響が少ないため、厳冬期においていまだに愛用するプロカメラマンが多い。スピードライトには1/80秒以下のシャッター速度で同調する。巻上機構は分割巻き上げが可能で、レバーにはプラスチックの指当てが付く。ニコンFの欠点であった望遠レンズ使用時のミラー切れ対策としてミラーは大型化され、昇降機構も改良された。その他250枚長尺フィルム、750枚長尺フィルムに対応するフィルムバックとの背板交換、絞りリングをサーボモーターで直接操作する機構でシャッター速度優先自動露出撮影を可能にした「EEコントロールユニット」など、多くの機能を利用できるシステムカメラだった。
単にニコンF2と呼んだ場合は露出計のないアイレベルファインダーDE-1を装着したタイプを指すが、ニコンF2では当初からフォトミックファインダー搭載のニコンF2フォトミックを標準としており、生産開始当時からTTL測光が可能なF2フォトミックシリーズがリリースされた。交換可能なファインダーの違いによるもので、外装がチタンのニコンF2チタンを除けば本体は同一である。ニコンF3が登場した1980年（昭和55年）に生産を終了した。
- ニコンF2フォトミック（Nikon F2 Photomic 、1971年（昭和46年）9月発売） - フォトミックファインダーDP-1を搭載したモデル。
- ニコンF2（Nikon F2 、1971年（昭和46年）9月発売） - アイレベルファインダーDE-1を装着したモデル。
- ニコンF2フォトミックS（Nikon F2 Photomic S 、1973年（昭和48年）3月発売） - フォトミックファインダーDP-2を搭載したモデル。
- ニコンF2フォトミックSB（Nikon F2 Photomic SB 、1976年（昭和51年）10月発売） - フォトミックファインダーDP-3を搭載したモデル。
- ニコンF2フォトミックA（Nikon F2 Photomic A 、1977年（昭和52年）3月発売） - フォトミックファインダーDP-11を搭載したモデル。
- ニコンF2フォトミックAS（Nikon F2 Photomic AS 、1977年（昭和52年）7月発売） - フォトミックファインダーDP-12を搭載したモデル。

以下は限定モデル。

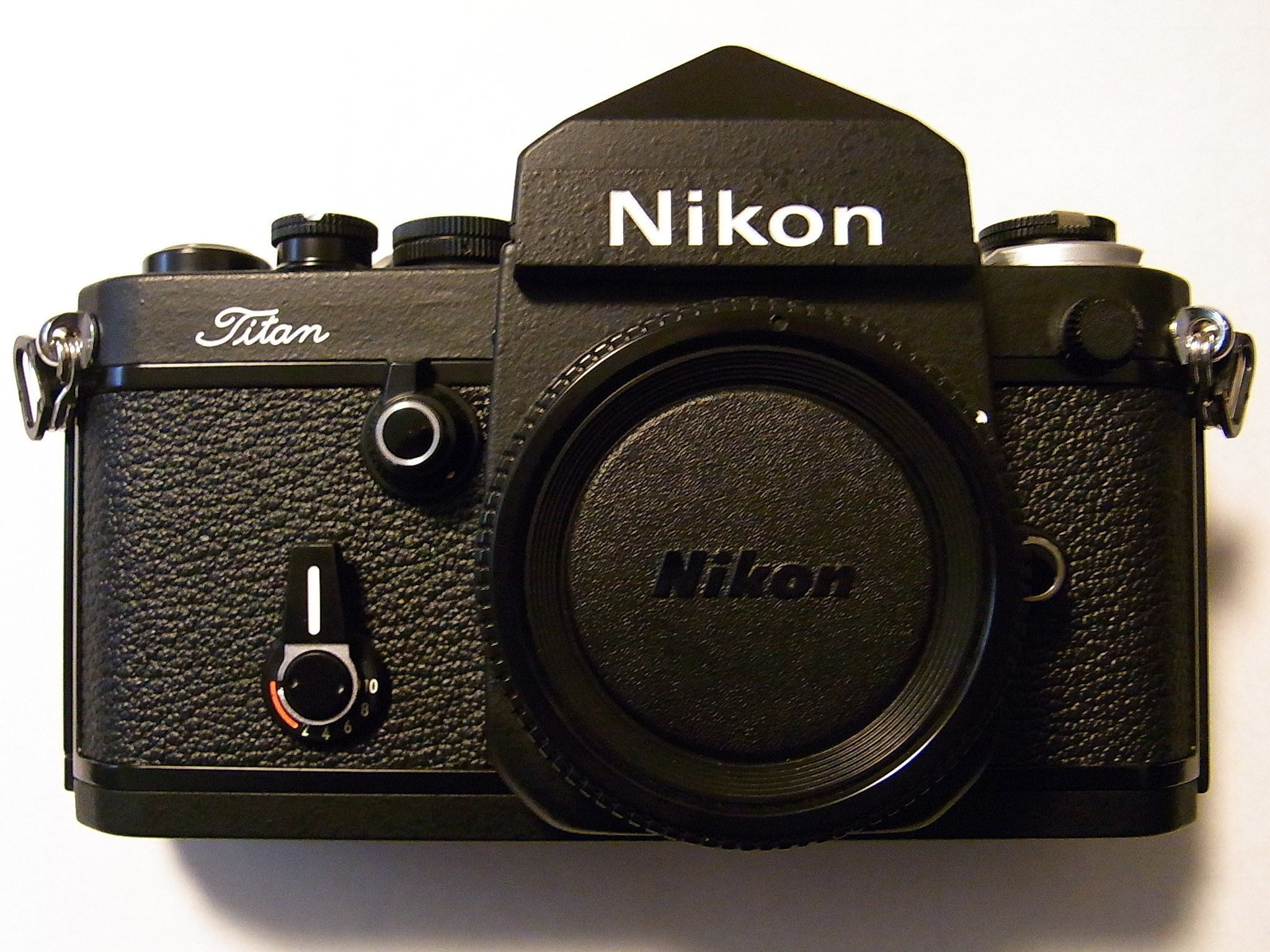
ニコンF2チタン

- ニコンF2チタン（Nikon F2 Titan 、1979年（昭和54年）限定発売） - ウエムラスペシャルの経験を元にして製造された、外装部品にチタンを使用したモデル。当初は2000台とアナウンスされたが後に追加された。チタンの加工技術が未熟で裏蓋の形状が形成できなかったため裏蓋が鉄製だが後には裏蓋もチタン製となった。一般モデルの裏蓋はアルミニウム製。「Titan 」の文字が筆記体で入っている物は一般向け。入っていない物は報道向けで「ノーネーム」と俗称される。

- ニコンF2 DATA （'発売期間昭和51年11月頃から昭和55年まで）

MF10付きで価格236,000円
受注生産品で製造数は少なく、正確な数字は不明だが1000台以下という希少モデル。
フィルムに時刻を映し込むデータバックには手巻き式のアナログ時計と日付カウンターが装備されており、手書きによるデータも映し込むことが出来る。
そのため、フィルム室内の一部が切り抜かれており遮光板が入っている点が他のF2と異なる。また製品番号の上にDATAの文字が刻まれる。

以下は特殊モデル。
- ウエムラスペシャル（1978年（昭和53年）製作） - 植村直己が1974年（昭和49年）から1976年（昭和51年）に渡る北極犬ぞり探検に際して携行した他社のカメラが故障したことから日本光学工業に「故障しないカメラ」の依頼がありニコンF2に振動、寒さ対策をして開発された特殊モデル。外装にチタンを採用した最初のカメラとなった。1978年（昭和53年）犬ゾリ単独行で北極点到達した際に携行され故障なく動作、数々の素晴らしい記録写真を残した。
- 高速モータードライブカメラ - 専用のモータードライブMD-100と固定式ハーフミラーの採用で10コマ/秒の連続撮影が可能。

#### ニコンF2用ファインダー
ニコンFの時点で実現されていたTTLファインダーの実装は前提とされ、その電源はボディ本体に設けられた電池室から銀電池SR44×2またはアルカリ電池LR44×2により行なわれることとなり、ニコンF用に比べ小型化されたフォトミックファインダーが用意された。
露出計内蔵ファインダーは測光素子の寿命が尽きているものが多いものの、ボディー本体には消耗的な電子部品による寿命の制約がなく、また構造に無理がなく各部品が頑強なため、今でもメーカーの補修用部品在庫の範囲で修理が可能。またパーツを生産しオーバーホールする修理専門店が比較的多くある。シャッター耐久性能は公称値15万回、社内規格としては実に20万回という数値を設定して企画されたが、高速側のシャッター速度は使用過程で誤差が生じる場合が多いことが1971年12月号のアサヒカメラニューフェース診断室で確認されており、適宜調整は必要である。
ボディーの銘板を外せばニコンFにも使用でき、またニコンF用ファインダーはそのままにニコンF2にも使用できる。
- アイレベルファインダーDE-1 - 小型軽量なアイレベルファインダー。
- アクションファインダーDA-1 - ファインダー接眼窓から6cm目を離しても全視野が確認できるファインダー。
- フォトミックファインダーDP-1 - 中央部重点測光方式のTTL露出計を内蔵したファインダー。測光素子はCdS、表示は指針式。別売のフォトミックイルミネーターDL-1を装着すれば暗所でもファインダー内の情報を照明によって読み取ることができる。
- フォトミックSファインダーDP-2 - 中央部重点測光方式のTTL露出計を内蔵したファインダー。測光素子はCdSながら表示をLED式としたモデル。EEコントロールユニットDS-1またはEEコントロールユニットDS-2[注釈 5]併用によりシャッター速度優先自動露出撮影可能。
- フォトミックSBファインダーDP-3 - フォトミックファインダーDP-2の測光回路をシリコンフォトダイオード（SPD）に近代化しかつ小型化したモデル。表示はLED式。EEコントロールユニットDS-1またはEEコントロールユニットDS-2[注釈 5]併用によりシャッター速度優先自動露出撮影可能。
- フォトミックAファインダーDP-11 - フォトミックファインダーDP-1をAi方式（Automatic maximum aperture Indexing ）[注釈 6]に改良したモデル。別売のフォトミックイルミネーターDL-1を装着すれば暗所でもファインダー内の情報を照明によって読み取ることができる。
- フォトミックASファインダーDP-12 - フォトミックSBファインダーDP-3をAi方式（Automatic maximum aperture Indexing ）[注釈 6]に改良したモデル。EEコントロールユニットDS-12併用によりシャッター速度優先自動露出撮影可能。
- ウェストレベルファインダーDW-1 - ファインダースクリーンを垂直上方から確認できるファインダー。折畳式の5倍ルーペ内蔵。
- 高倍率ファインダーDW-2 - ファインダースクリーンを垂直上方から確認できるファインダー。6倍ルーペ内蔵。

#### ニコンF2用モータードライブ

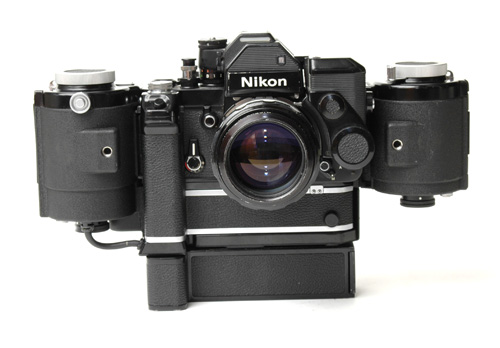
長尺フィルムバック、モータードライブおよびEEコントロールユニットを装着したニコンF2

ニコンFとは異なりユーザーが無調整で装着できる。
- モータードライブMD-1 - 最高5コマ/秒で自動巻き戻し機構を備えた上級モデル。
- モータードライブMD-2 - モータードライブMD-1のマイナーチェンジ版。
- モータードライブMD-3 - 4コマ/秒で自動巻き戻しを廃した普及版で、このためフィルム撮影途中で日中脱着できる。

以下のどちらかを直結して使用する。
- 直結バッテリーケースMB-1 - 電源はニッカドバッテリーMN-1×2または単3×10。
- 直結バッテリーケースMB-2 - 電源は単3×8。

### ニコンF3

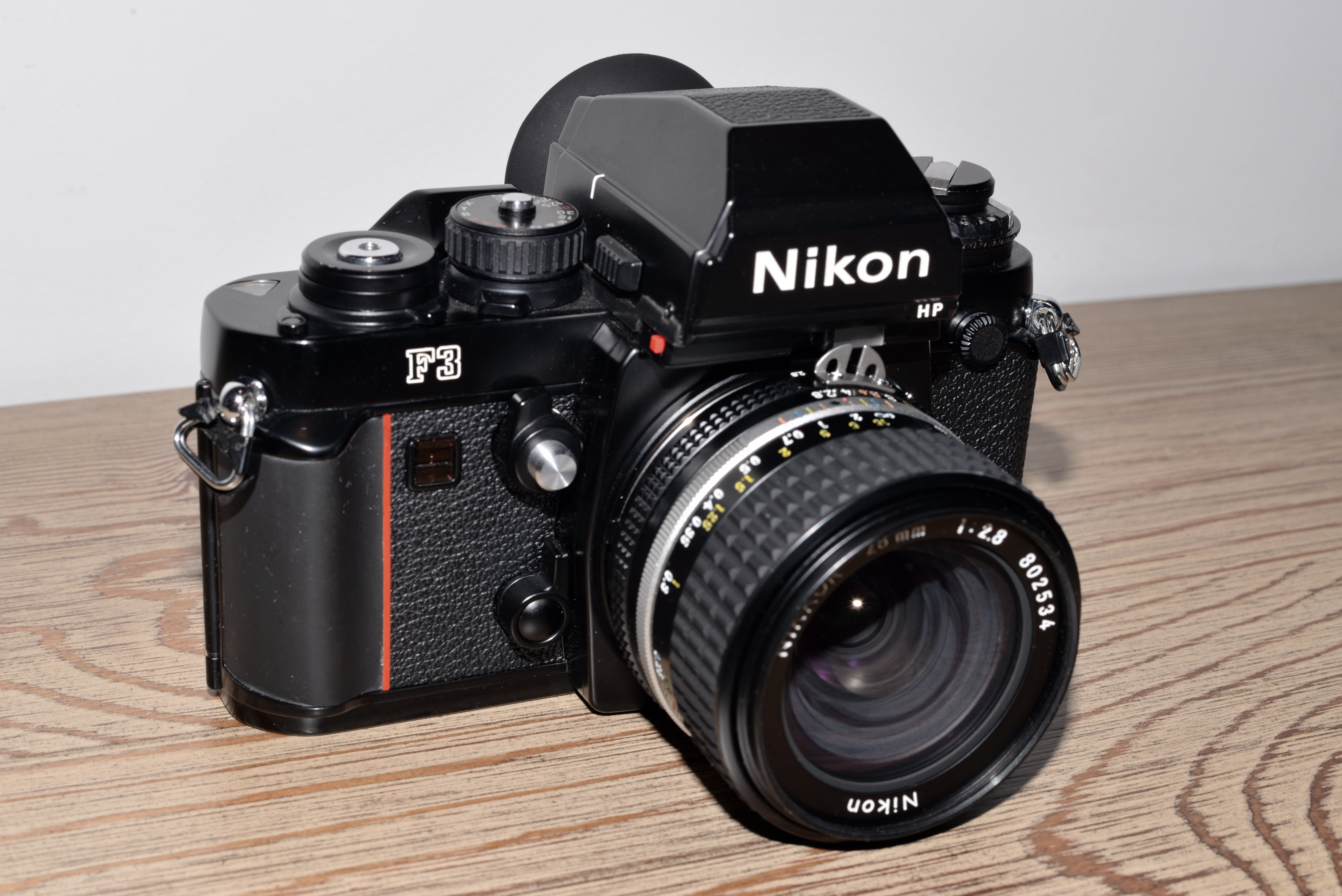
ニコンF3

F一桁として初めて電子制御式シャッター・絞り優先AEを搭載。20年の長期にわたって販売されたモデルである。発売当初のキャッチコピーは「Super Nikon」。ニコンではニコマートELにおいて初の電子制御式シャッターとしてコパル製の縦走りシャッター「コパルスクエアSE」を採用したが、ニコンF3では自社設計による横走りシャッターを採用している。シャッター幕はチタンで、開口時間はクォーツを基準として制御されるが、本機の基本動作はFRE(金属薄膜抵抗体;巻き戻しクランク部に位置する)などを用いたアナログ電子式である。マニュアルで使用可能なシャッター速度は8秒～1/2000秒(中間シャッター速度は選択不可)、スピードライトはX(1/80秒)以下のシャッター速度で同調する。ニコンFやニコンF2と同様ファインダーの交換が可能である。ファインダーに測光機構を持つニコンFフォトミック、ニコンF2フォトミックと異なり、測光機構はボディ内部にある。メインミラーに穿設された約5万個のピンホールを通過し、サブミラーを反射してミラーボックス下部のSPDに光を導く方式で、この「ボディ測光」によりニコンF3はすべてのファインダーでTTL測光ができる。同一のSPDがスピードライトTTL調光用素子を兼ねる。ハーフミラーでなくピンホールミラーなので円偏光フィルターだけではなく通常の(直線)偏光フィルターも使用できる。測光方式は中央部重点測光だが中央重点度が高く、スポット測光的に近い。使用電池は、銀電池SR44 ×2、またはアルカリ電池LR44×2、もしくはリチウム電池CR-1/3N。
緊急用として約1/60秒とT(タイム)の機械式シャッターも用意されており、電池が切れても一応は撮影が可能である。
TTL自動調光も本機専用のスピードライトで可能となった。クリップオン式スピードライトはニコンF2と同様に巻戻しクランクの直上部に装着する方式。ただしニコンF3独自規格で、ニコンF2に使用できたスピードライトや一般のJIS規格クリップオン式スピードライトはそのままでは使えずガンカプラーが必要である。またスピードライトやガンカプラーは、裏蓋開放機能を兼ねるフィルム巻き戻しクランクに被せる形で装着するので、フィルム交換のたびにスピードライトを取り外す必要があった。スピードライトを巻き戻しクランクから前方にオフセット装着することによりこの問題点を解決したガンカプラーAS-7が用意されているが、独自規格シューによるスピードライトでないとTTL自動調光に対応しない、前方へオフセット装着することから重心が移動する、外部測光時接写時の微妙な撮影距離の計算に修正が必要等の欠点が伴う。報道用のニコンF3Pはペンタプリズム部にホットシューを装備し汎用品のスピードライトが使用可能となり、フィルム装填時のスピードライト脱着を不要としている。ただしこの接点ではTTL自動調光はできない。
デザイナーには自動車デザインなどで著名なイタリアのジョルジェット・ジウジアーロを起用。モータードライブと本体が一体で設計・デザインされた。右手で保持する部分に盛り上がった手がかり（グリップ）を設け、さらに赤いラインを入れるなど、従来のニコン一眼レフカメラとは一線を画したモダンな外観となっている。グリップ部の表皮は発売当初メルセデス・ベンツのステアリングに採用されていた柔らかい素材が張られていたが、途中からゴム素材に変更されている。
ファインダー内部表示は、液晶表示装置(シャッター速度などをデジタル表示)・レンズの絞り環を直読する絞り値表示・スピードライトのチャージなどを示すレディライト(赤色LED)の3つである。ファインダー取り付け部の赤色ボタンを押下すると内蔵されたランプが点灯し、液晶表示と絞り値表示を照明する。
バリエーションモデルとしては下記のモデルがリリースされている。
- ニコンF3（Nikon F3 、1980年（昭和55年）3月発売） - ベーシックモデルでアイレベルファインダーDE-2を搭載している。
- ニコンF3ハイアイポイント（Nikon F3 High-eye Point 、1982年（昭和57年）3月発売） - ハイアイポイントファインダーDE-3を搭載したモデル。F3HPと略称される。
- ニコンF3/T（Nikon F3/T 、1982年（昭和57年）12月発売） - 外装をチタンとしたモデル。限定モデルだったニコンF2チタンと違い、通常モデルとして生産された。各部の防滴性能強化が施されている。ファインダーはハイアイポイント仕様でチタン外装のDE-4。
- ニコンF3AF（Nikon F3AF 、1983年（昭和58年）4月発売） - ニコン一眼レフカメラ初の市販オートフォーカスモデルでオートフォーカスファインダーDX-1を搭載。レンズマウント内部に専用オートフォーカスレンズ対応の電子接点、ファインダー接合部にDX-1対応の電子接点を有し、DX-1との電気的連携でオートフォーカスが動作可能となっている。
- ニコンF3P（Nikon F3P 、1983年（昭和58年）報道向けのみ発売） - ニコンF3HPを基本に各部仕様を特化した報道向けモデルで、ファインダーはハイアイポイントファインダーDE-5。セルフタイマーや多重露出レバーの省略、各部の防滴性能強化などがなされる。
- ニコンF3/T黒（Nikon F3/T Black 、1984年（昭和59年）9月発売） - ニコンF3/Tを黒仕上げとしたモデルで、それ以外の内容に変更はない。
- ニコンF3リミテッド（Nikon F3 Limited 、1993年（平成5年）限定発売） - ニコンF3Pが一般向けに限定販売され、外装に「Limited」の刻印がある以外はニコンF3Pと同一仕様。ニコンF3Lと略称される。

以下は限定モデル。
- ニコンF3H（Nikon F3H 、1996年（平成8年）発売） - ニコンF3Pをベースにクイックリターンミラーを廃し固定式ハーフミラーを採用、専用モータードライブMD-4Hとの併用で13コマ/秒の連続撮影が可能なハイスピードモータードライブモデルでハイアイポイントファインダーDE-5を搭載している。スポーツ報道などの特殊用途向けとして限定販売。販売時価格は48万円。生産台数は500台程度と言われている。
- ニコンF3クラシック（Nikon F3 Classic） - 安藤カメラクラシックが企画した限定モデル。100台で発売された。Ai Nikkor 50mm f/1.2Sとセットで販売された。レンズの刻印はボディと同じゴールドで塗装されている。また、別売りを防ぐため、ボディとレンズのシリアルナンバーは同じ番号である。
- ニコンF3ラピタ2000メモリアルエディション（Nikon F3 LAPITA 2000 MEMORIAL EDITION 、2000年（平成12年）発売） - ニコンF3最後の限定モデル。小学館の雑誌「ラピタ」が愛読者向けに100台限定で発売した。「LAPITA 2000/MEMORIAL EDITION」の刻印、グリップの赤ラインが緑ラインになっているのが特徴。内容はほぼニコンF3ハイアイポイントに準じる。

以下は特殊モデル。
- ビッグカメラ（1980年（昭和55年）製作） - アメリカ航空宇宙局からスペースシャトルに載せるカメラの発注があり製造された特殊カメラ。長尺フィルムバッグを装着しており大型のためこう呼ばれた。外装のプラスティック部品は全て金属に置き換えられている。
- スモールカメラ（1980年（昭和55年）製作） - アメリカ航空宇宙局からスペースシャトルに載せるカメラの発注があり製造された特殊カメラ。前面のロゴ以外には反射防止用の黒い塗料が塗られている。
- ウエムラスペシャル（1981年（昭和56年）製作） - 南極点単独旅行の記録用としてニコンF2に引き続き依頼があって作成された。アイレベルファインダー仕様でF3チタン発売に先駆けてチタン素材が使用されている。チタンカラー。

後継のニコンF4が発売されても並行して製造が続き、ニコンF5が発売されて以降も製造され、F一桁シリーズでは最長の20年に渡って製造された。そのため短期間だがニコンF3・ニコンF4・ニコンF5が並行して販売されていた時期があり、3機種が同時に掲載されたカタログも存在する。しかし採用されている電子部品の調達が困難になったこと、その部品の性能試験装置のメンテナンスがこれまた部品の枯渇により不可能になることなどから2000年（平成12年）に製造を終了した。

#### ニコンF3用ファインダー
中央重点式TTL露出計がボディーに内蔵され、どのファインダーでもAE撮影が可能であるため、フォトミックファインダーはラインナップされなかった。ニコンF2との互換性はない。
- アイレベルファインダーDE-2 - 小型軽量なアイレベルファインダー。
- ハイアイポイントファインダーDE-3 - 眼鏡使用時でもファインダー全視野が確保しやすいようアイレリーフを長めに設計したアイレベルファインダー。その代り像倍率は若干低い。
- ハイアイポイントファインダーDE-4 - ハイアイポイントファインダーDE-3の外装をチタン製としたファインダー。
- ハイアイポイントファインダーDE-5 - ハイアイポイントファインダーDE-4にJIS規格ホットシューを装備したファインダー。ニコンF3PとニコンF3Hの専用品であり、この2機種のみホットシューで汎用スピードライトが機能する。
- アクションファインダーDA-2 - ファインダー接眼窓から6cm目を離しても全視野が確認できるファインダー。
- オートフォーカスファインダーDX-1 - ニコンF3AFに標準装備された。フォーカス検出用センサーや単4電池2本の電源をファインダー内に搭載したことで、大型化した外観が特徴的。AiAFニッコール80mmF2.8S、AiAFEDニッコール200mmF3.5Sを併用することでオートフォーカス撮影が、F3.5より明るいレンズでフォーカスエイド撮影が可能。また開放F値がF2以上に明るいマニュアルフォーカスレンズをAiAFテレコンバーターTC-16Sと併用した場合にもオートフォーカスが可能になる。オートフォーカスファインダーDX-1以外のニコンF3用ファインダーも装着可能だが、その場合は通常のニコンF3と同等の性能になる。逆にオートフォーカスファインダーDX-1を通常のニコンF3に取り付けた場合、F3.5より明るいフォーカスエイド撮影が可能になるがこの場合オートフォーカスは不可能。CPU内蔵のオートフォーカスレンズはボディのメインスイッチがOFFになっていても電流が流れ続けオートフォーカスファインダーDX-1の電池を消耗させるため使用できない。
- ウェストレベルファインダーDW-3 - ファインダースクリーンを垂直上方から確認できるファインダー。折畳式の5倍ルーペ内蔵。
- 高倍率ファインダーDW-4 - ファインダースクリーンを垂直上方から確認できるファインダー。6倍ルーペ内蔵。

#### ニコンF3用モータードライブ
- モータードライブMD-4 - 本体と一体で設計・デザインされ、高速化と静粛化、巻上機構の最適化、制御のコンピュータ化が図られた。単三形電池8本または専用のニカド電池MN-2を本体内に収納するワンピース型。無調整で装着できる。装着するとボディーの電源もモータードライブ側のバッテリーから供給される一電源方式。フィルムの自動巻き戻しが可能。ボディー裏蓋をMF-6/MF-6Bと交換することで、フィルムのベロを残した状態で自動巻き戻しを停止できる。

### ニコンF4

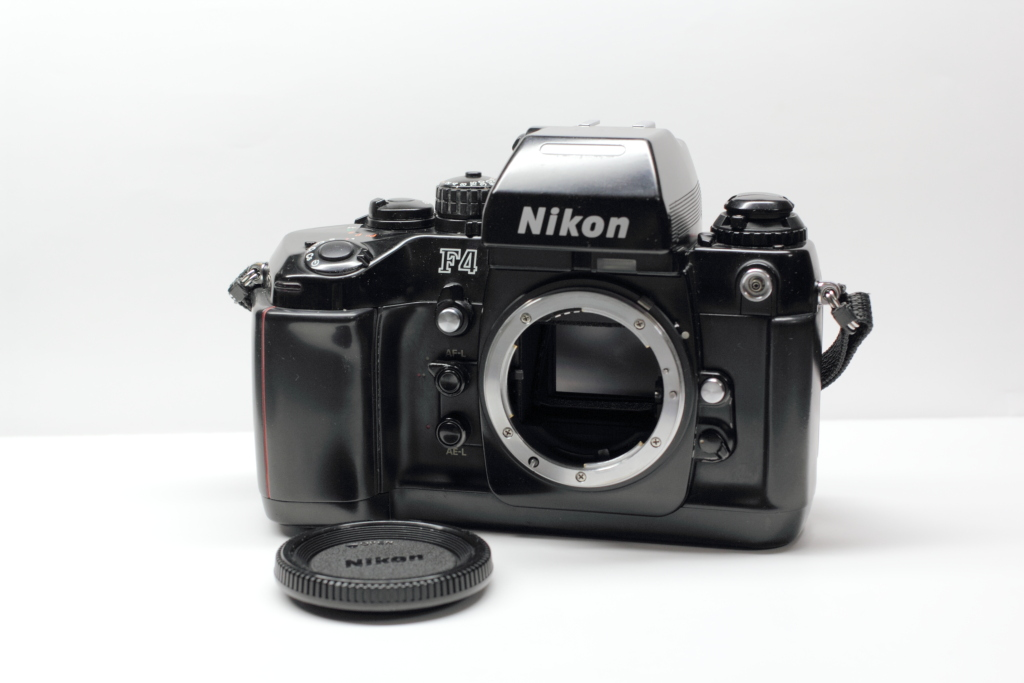
ニコンF4

ニコンF一桁シリーズ初の本格的オートフォーカス機構を搭載したカメラで、予測駆動フォーカスも可能となっている。ボディデザインはジョルジェット・ジウジアーロ。基本操作はニコンF3以前のマニュアル機の感覚そのままに使えるよう配慮されている。F一桁で初めて外装にエンジニアリングプラスチックを採用。ニコンFAで世界で初めて採用された多分割測光（マルチパターン測光）機能を搭載、改造Aiを除くAiニッコール/Ai-Sニッコールでもマルチパターン測光が可能となっており、多分割測光演算にカメラの縦位置・横位置の情報を取り込むために縦位置センサーを搭載している。F一桁機として初めて縦走りシャッターを採用し、シャッター稼働に伴うカメラボディの振動を軽減するためのシャッターバランサーを搭載。使用可能なシャッター速度は8秒～1/8000秒、スピードライトは1/250秒以下のシャッター速度で同調する。フィルム巻き上げ機構自動化されていること、明るくピント合わせがしやすいファインダー、マニュアルフォーカスレンズでマルチパターン測光が可能であること、シャッター速度が速く後のモデルにも見劣りしないこと、F一桁機で初めてペンタプリズム頂部にホットシューを標準装備しクリップオン式スピードライトの使用が容易になったことなどによりマニュアルフォーカス使用時の操作性はニコンF5以上であると言われ「（オートフォーカスも使用できる）最高のマニュアルフォーカス機」として今日でも愛用する人が多い。NASAのスペースシャトルにも船内活動用として採用された。細かな弱点としては、オートフォーカス機構組み込みのためかシャッターのタイムラグがニコンF3以前よりわずかに長く、報道（特にスポーツ報道）関係者の中には違和感を覚える例もあった。
以下の3モデルがあり、交換可能なバッテリーパック（グリップ）の違いによるもので、本体は細部の仕様変更を除き同一である。
- ニコンF4（Nikon F4 、1988年（昭和63年）9月発表、12月発売） - 単3電池4本使用のバッテリーグリップMB-20を装備するベーシックモデル。最高5コマ/秒。
- ニコンF4S（Nikon F4S 、1988年（昭和63年）9月発表、12月発売） - 単3電池6本使用のバッテリーパックMB-21を装備し最高5.7コマ/秒が出せる。縦位置用レリーズボタンを装備。
- ニコンF4E（Nikon F4E 、1991年（平成3年）4月発売） - 約2年後に発売。マルチパワーバッテリーパックMB-23はMB-21より高さがあり、電池交換が迅速にできる。ニッカドバッテリーパックMN-20か単3電池を6本使用しF4Eと同じ最高5.7コマ/秒が出せる他、縦位置用レリーズボタンを装備。

1996年（平成8年）後継機であるニコンF5の登場とほぼ同時に製造終了した。

### ニコンF5

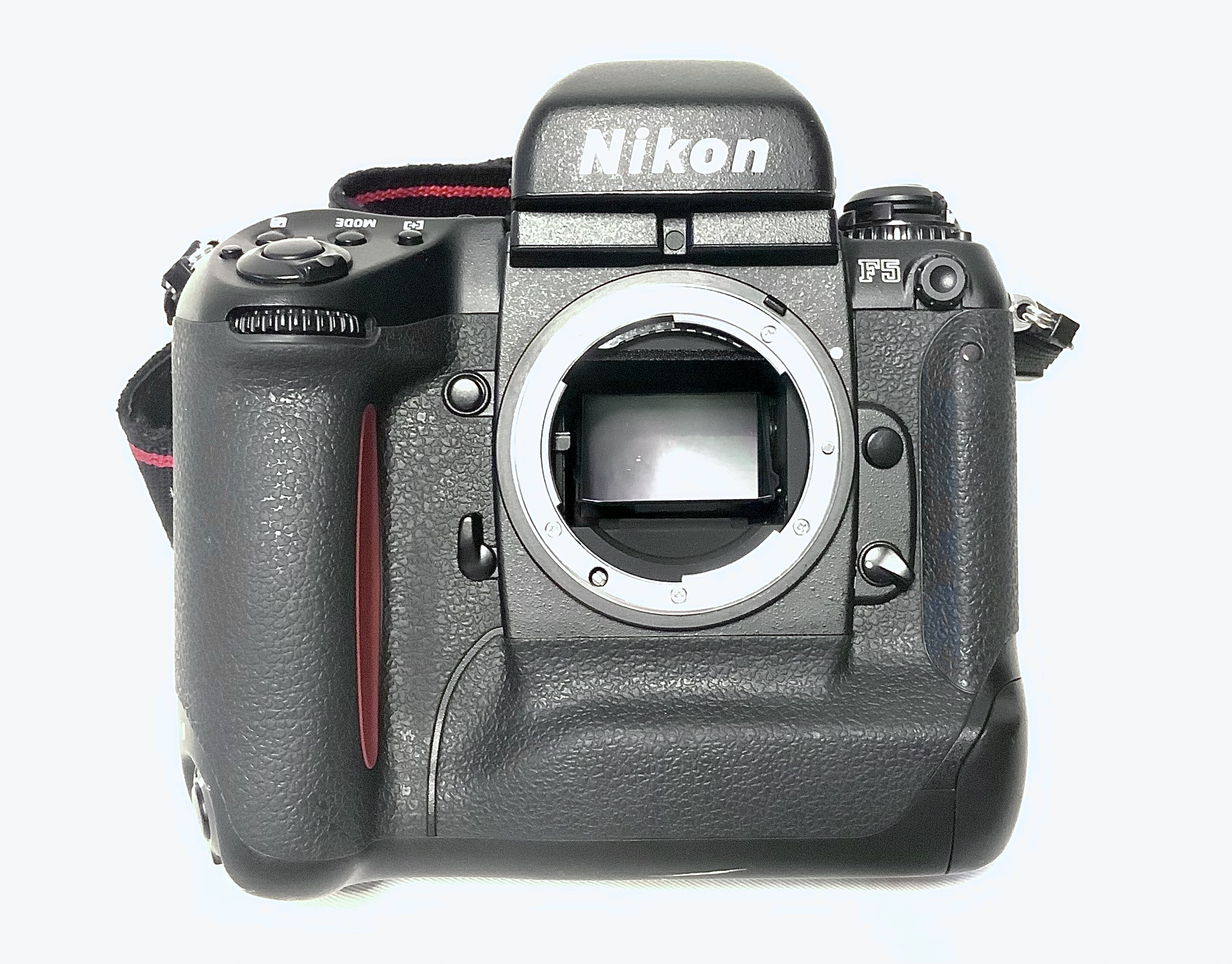
ニコンF5

1996年（平成8年）10月発売。ニコンで初めて多点測距のオートフォーカスが採用されるとともに色情報と被写体までの距離を計算に含めて測光する「3D-RGBマルチパターン測光」が採用され測光精度の向上が図られた。F一桁機で初めて露出調整などの操作がコマンドダイヤル式になり、軍艦部に液晶表示部を備えたのも特徴。F3、F4に続くジョルジェット・ジウジアーロによるデザインは、Dシリーズのデジタル一眼レフや、Zシリーズのミラーレス一眼カメラにも進化しながら引き継がれる、その始祖となる重要なデザインとなった。
3D-RGBマルチパターン測光が使用できるレンズは、DタイプレンズとGタイプレンズのみで、Ai、Ai-s、Ai-P、改造Ai、DとG以外のオートフォーカスレンズを装着した場合には機能しない。レンズがCPUレンズの場合はRGBマルチパターン測光として機能し、それ以外は中央部重点測光として機能する。コマンドダイヤル式のためオートフォーカスレンズ使用時には1/2段や1/3段の露出調節が簡単確実にできるようになった。
ニコンF4と違いデフォルトでは非Aiレンズを装着することはできないが、メーカーがAi爪可倒化改造を受け付けており、改造を施すことにより非Aiレンズをマウントし、絞込み測光にて撮影できる。
他の機種ではオプションであることが多いバッテリーパックをボディと完全に一体化してモーターを効率よく配置し、レフレックスミラーの稼働に伴うミラーショック軽減のために搭載したミラーバランサーは、ミラーの連続稼働でも最高8コマ/秒の高速連写が可能となっている他、連写時の動体撮影におけるオートフォーカスの精度向上にも寄与している。また、電池が消耗してもフィルムの巻き戻しができるよう手動巻き戻しクランクも併設されている。
シャッター耐久はニコンF4の10万回から15万回へと引き上げられ、シャッターが切られる度に速度を測って誤差を修正するシャッターモニター機能を搭載する等、プロ用機材としてスペックに現れない部分への配慮や強化がされている。また、コマ送りをニコンF100のように電気的に送るのではなく機械的に送り、非常に高い精度を確保していることもニコンF5の強みといえる。
NASAのスペースシャトル計画では船内・船外で使用され、1999年にはスペースシャトル・ディスカバリーに潤滑剤以外はほぼ市販仕様のニコンF5が、2001年にはコダックによりデジタルカメラに改造されたニコンF5とニッコールレンズなどが使用された。
マニュアルフォーカスの性能はニコンF4と同等とされていたが、実際にはファインダー倍率がやや低く、これをユーザー側から指摘されたため、ニコンがカタログ表記のスペックを改めるという一幕もあった。
1999年（平成11年）デジタル一眼レフカメラ「ニコンD1」シリーズが発売されると報道関連での主力は急速にデジタルへと移行し、2006年（平成18年）をもって生産が終了した。

### ニコンF6

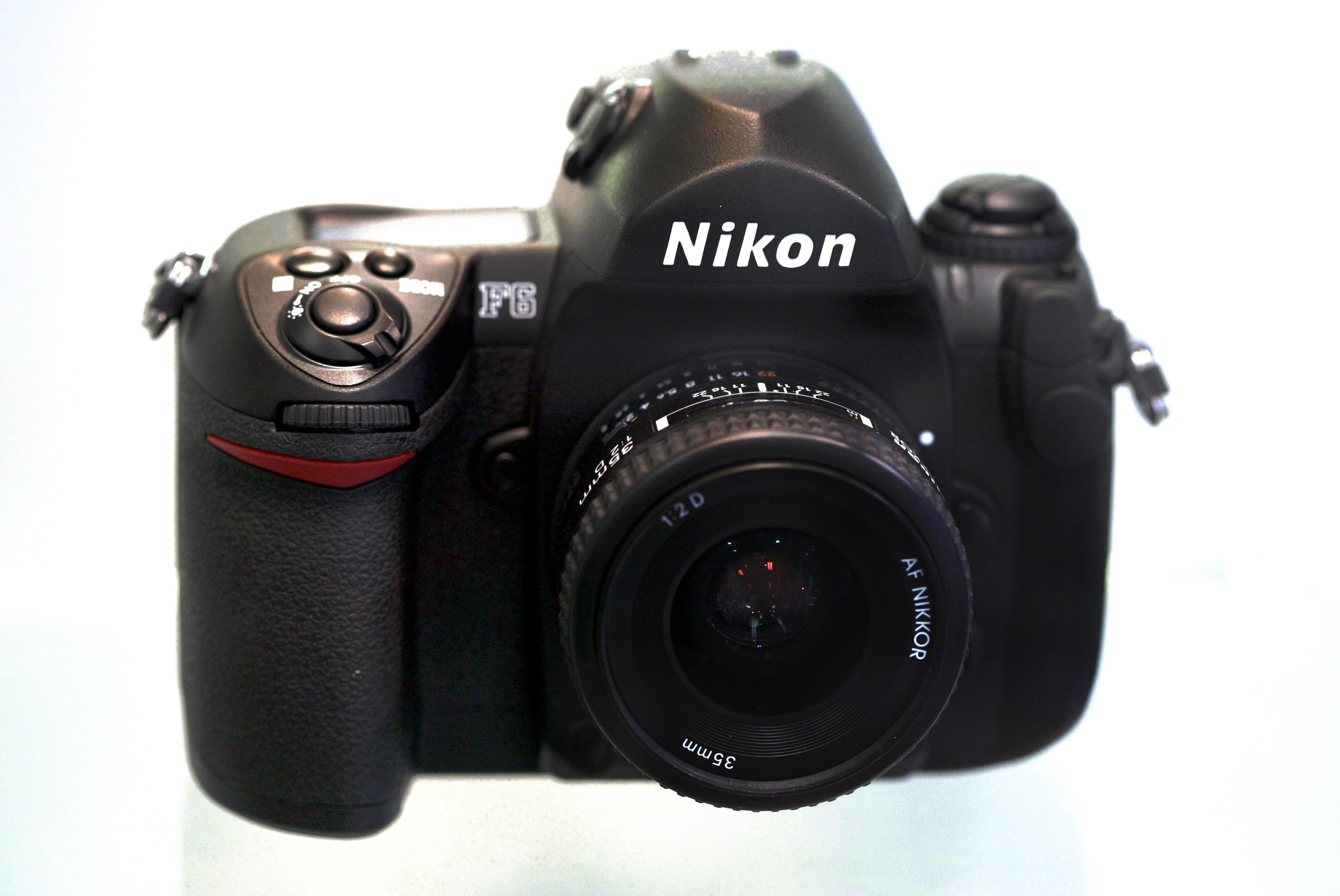
ニコンF6

2004年（平成16年）発売。それまでF一桁モデルを愛用していた報道をはじめとするプロカメラマンの多くがデジタル一眼レフへと移行したことによりその登場が危ぶまれていた。フィルムカメラとしてのあらゆる性能を追求したモデル。 35mmフィルムを用いるニコンのカメラでは最後まで販売された機種である。また、2000年（平成12年）から2018年（平成30年）まで発売されていたキヤノンのEOS-1Vが唯一の競合機と見る向きもある。
背面に大型液晶ディスプレイを配置することで各種設定がやりやすくなるよう配慮。従来モデルでは別売だったデータバックも標準装備となった。さらに「ニコンF100と同じサイズのF一桁機をつくる」とのコンセプトにより、ニコンF5では一体型だったバッテリーパックは分離式に変更。バッテリーパックなしの状態ではニコンF5よりはるかに軽量になっている。ニコンフラッグシップで初めてファインダーが交換式ではなくなったものの、固定式ファインダーとなったことで更なる防塵・防滴性能の向上が図られた。手動巻き戻しクランクは残されており、カメラに非常事態が生じた場合にも、フィルムが手動で巻き戻して取り出せる。
オートフォーカス測距点は11点。焦点距離と開放F値を入力・設定することによりマニュアルフォーカスレンズでもRGBマルチパターン測光が可能になっている。これはニコンF5では省略された機能の復活であり、マニュアルフォーカスレンズを多く持つユーザーには喜ばれた。
またニコンF6は操作音にこだわって開発され、シャッター音、裏蓋の開閉音等を解析し、ユーザーの操作に対する心地よさが追求された。2020年（令和2年）販売終了。

## ニコレックスシリーズ

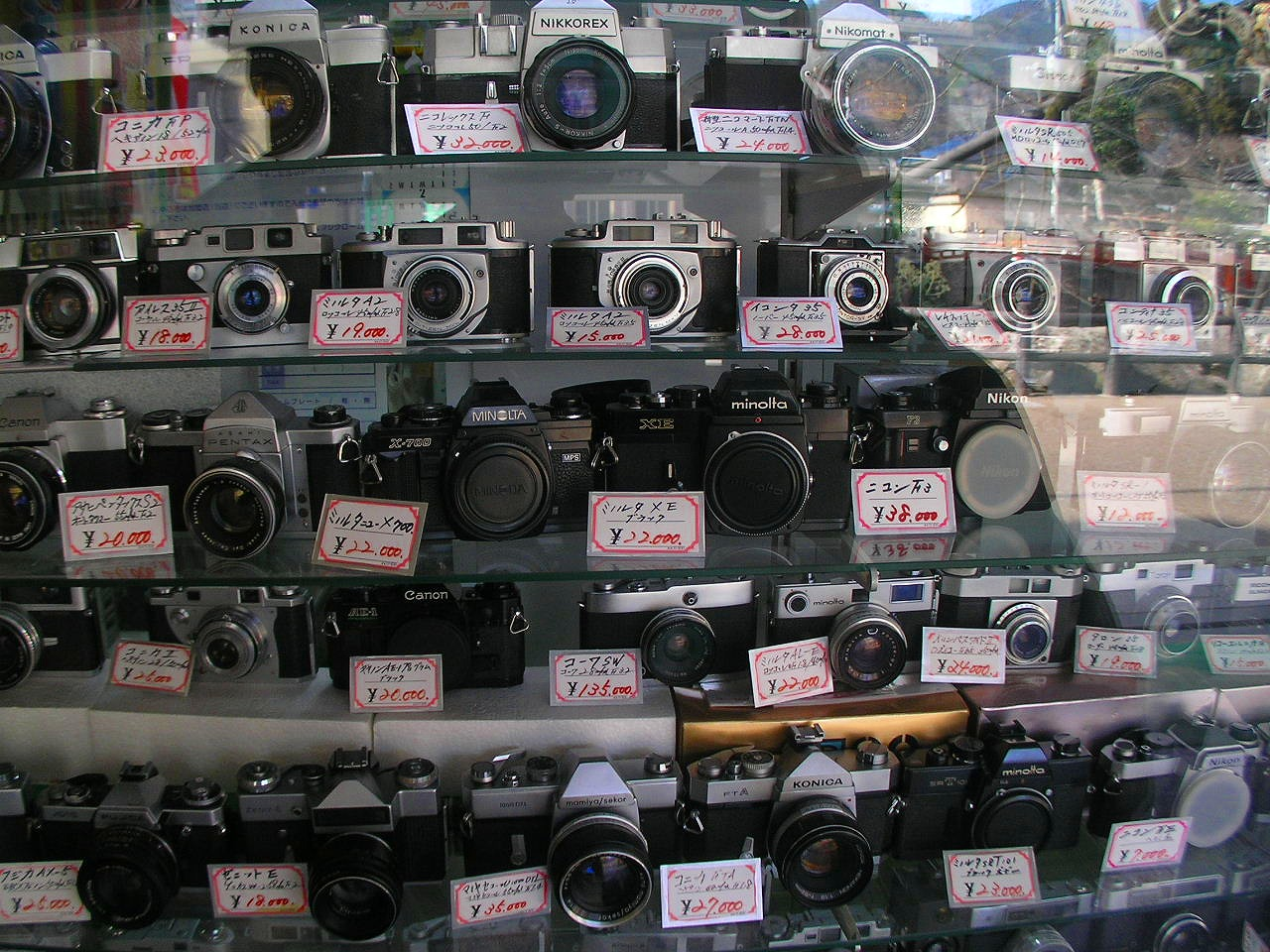
ニコレックスの並ぶ中古カメラ店

ニコン一眼レフカメラで最初の普及機（中級機）。低価格を実現するため、結果としてユニークな製品群となった。
このシリーズが企画された1960年頃は、社外から購入できるユニット化されたシャッターはレンズシャッターしかなかった。しかしレンズシャッターを採用するとフォーカルプレーンシャッター用であるFマウントレンズが使用できなくなる。専用交換レンズを揃えるなら全てのレンズにシャッターを内蔵する必要があり、レンズの単価は高くなってしまう。そこでレンズ交換を諦め、必要な時はレンズの前面にコンバージョンレンズを取り付ける、ニコレックス35を発売した。後にフォーカルプレーンシャッターを採用してFマウント交換レンズに対応したニコレックスF、ズームレンズを固定装着したニコレックスズーム35などを展開した。このシリーズで初めて最終組立まで社外に外注した。
- ニコレックス35（NIKKOREX35 、1960年（昭和35年）3月発売） - シチズンのレンズシャッターを使用したレンズ固定式の一眼レフカメラ。クイックリターンミラーではなかった。外光式のセレン光電池のシャッター、絞り連動の露出計が装備された。レンズは50mmF2.5で、35mmF4と90mmF4に変換するフロントコンバージョンレンズが用意され、コスト削減のため光学ガラス製のペンタプリズムではなく3枚のミラーを使うポロミラー式のファインダーを持つ。シチズン製シャッターと他のメカとの相性が悪く、故障が多かったためにニコレックス35IIに切り替られた。1年半に2万2520台生産された。
- ニコレックス35II（NIKKOREX35II 、1962年（昭和37年）4月発売） - カメラとしてのスペックはニコレックス35と同様だが、シャッターをセイコー製に変更、内部のメカニズムは簡素化され、信頼性は向上した。また外観の金型を修正しイメージを変えたが、前作の不評を払拭するには至らなかった。2年で4万2955台生産されたが一時は1万2000台の在庫を抱え、値下げに踏み切るほどだった。
- ニコレックスF（NIKKOREX F 、1962年（昭和37年）6月発売） - コパル（現在の日本電産コパル）のユニット型フォーカルプレーンシャッター「コパルスクエア」を使用した一眼レフカメラで、初のニコンFマウントの普及機。コパルのフォーカルプレーンシャッターユニット化を支援し優先使用権を与えられたマミヤ光機（現在のマミヤ・オーピー）が製造を担当した。なおコパルスクエアと言ってもニコマートFTとは違う型であり、通常の位置にシャッターダイヤルがある。セレン光電池による外付け露出計が存在する。3年で4万8975台生産された。
- ニコレックスズーム35（NIKKOREX Zoom35 、1963年（昭和38年）2月発売） - ニコレックス35IIのボディーに43-86mmF3.5のズームレンズを装備したカメラ。カメラとしては成功しなかったが、ズームレンズはFマウント用に改装されて初期ズームレンズの中でベストセラーとなり、改良を受けながら1980年代まで生産された。
- ニコンオート35（Nikon AUTO 35 、1964年（昭和39年）9月発売） - ニコンの一眼レフカメラで最初にシャッター速度優先AEを実現したカメラ。装着されたレンズは48mmF2で、35mmF4と85mmF4に変換するフロントコンバージョンレンズが用意された。レンズシャッターの一眼レフカメラでは技術的に難しいクイックリターンミラーを実現した。このカメラのファインダーは通常と同じペンタプリズムによるものだが、ペンタプリズムの屋根を突出させないフラットなデザインになっている。

## ニコマートシリーズ
OEM供給を試みたニコレックスシリーズの失敗をふまえ、1960年代から1970年代にかけて開発製造されたニコンFマウント廉価版一眼レフカメラ。なお、名称と英語表記は、国内向けが「ニコマート」(英：Nikomat)であり、輸出向けが「ニッコールマート」(英: Nikkormat)であった。
廉価版でありながらニコマートELでは電子シャッターを採用する等、ニコンFシリーズに先立って新しい機能を投入されることもあった。また、コパル製縦走りシャッター等の汎用部品を使ってコストダウンしつつも、ニコン基準の品質を維持するために開発製造はニコンで行われた。先進技術や評価の定まっていない新機能を中級機等で採用してから、その技術や評価が確立した上でフラッグシップ機に順次採用していくというニコンのカメラ造りの伝統はニコマートシリーズに端を発する。
ニコマートシリーズには構造上の違いから2系統が存在し、機械式シャッターを備えたニコマートFT系と、電子シャッター・絞り優先AEを備えたニコマートEL系がある。FT系はニコン一眼レフカメラで唯一、レンズマウント周囲に設置されたリングでシャッター速度を調節するという独特の操作方式であった。
これは当時の機械式コパル・スクエアシャッターの機構上シャッターダイヤル軸がボディ前面に向かうため、操作性を考慮し正面向かって左側のギアボックスを介しレンズマウウト同軸のシャッターリングを設置したものである。
オリンパスOMシリーズも同様の操作を採用しているが、そちらは小型化の必然性からのものであり偶然の一致である。。
ニコマートシリーズの販売終了後は同等のグレードとして、ニコマートFT系はニコンFMへ、ニコマートEL系はニコンFEへ引き継がれた。
なお、1980年に創業したコンビニエンスストアチェーン「ニコマート」とは何の関係もなく、英語表記も異なる。

### ニコマートFTシリーズ

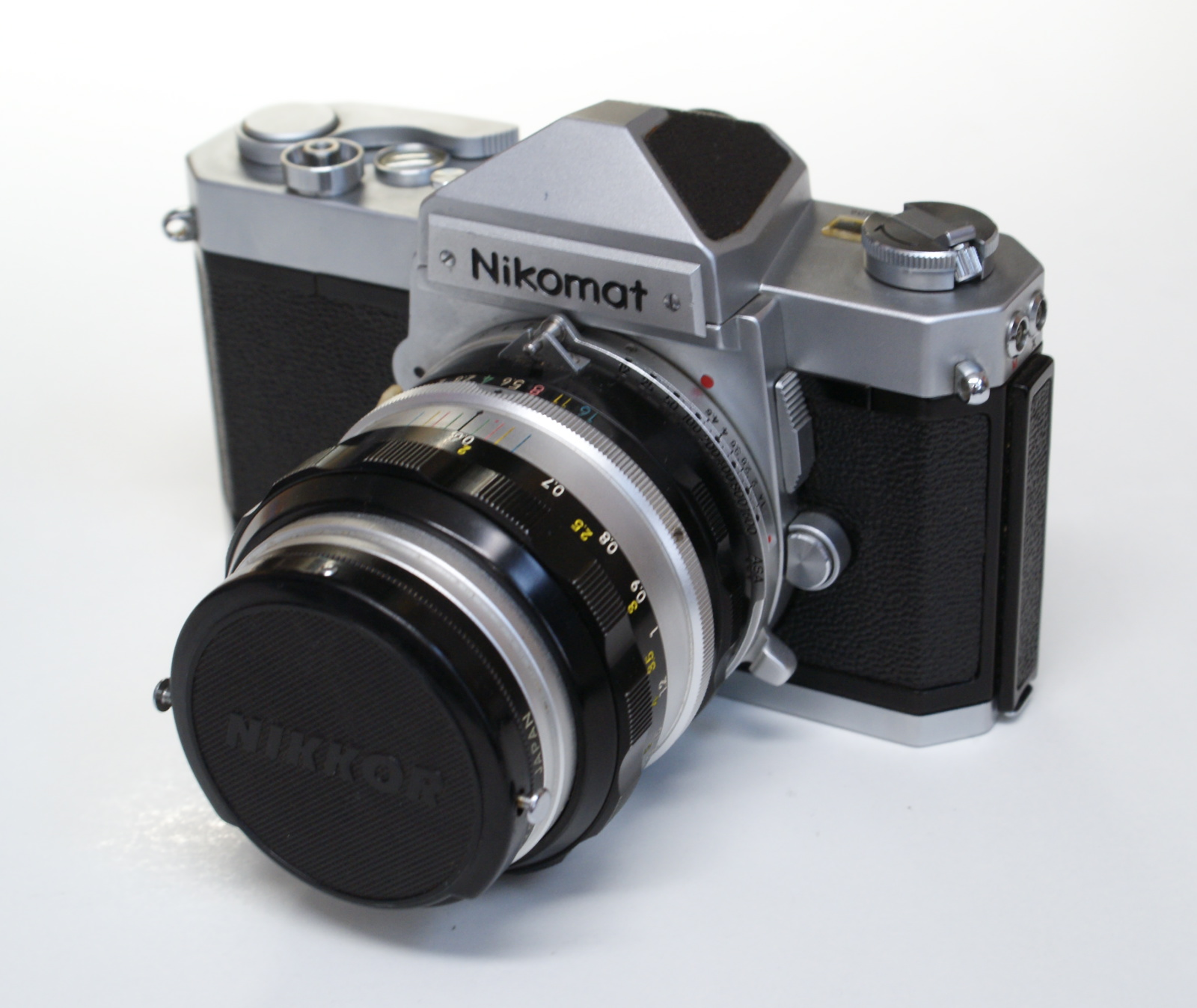
ニコマートFT

- ニコマートFT（Nikomat FT 、1965年（昭和40年）7月発売） - 前板とミラーボックスのダイキャストを一体化するなどユニット・アッセンブリーを多用するなどコストダウンに気を配りながらも品質面でも妥協をしない作りからヒットとなった。コパルスクエアSシャッター（カム軸がシャッター面と垂直に交わる設計）を採用した結果シャッターダイヤルがマウント基部に配置されているのも特徴。平均測光露出計内蔵。
- ニコマートFS（Nikomat FS 、1965年（昭和40年）7月発売） - ニコマートFTから露出計とミラーアップ機構を省いたモデル。ニコマートシリーズ中で露出計がないのはこの機種だけである。発売から数十年が経つ現在ニコマートシリーズの露出計は故障している個体が多いため、修理できない箇所の少ないニコマートとして、また当時人気がなく生産台数が少ないことから比較的高値で取引される。
- ニコマートFTn（Nikomat FTn 、1967年（昭和42年）10月発売） - ニコマートシリーズでは初めて開放F値補正操作を取り入れ、絞り環を往復させるだけで開放F値の設定が完了する。またニコマートシリーズで初めて中央重点測光が取り入れられた。1971年（昭和46年）8月A型スクリーンを装備したモデルが追加された。
- ニコマートFT2（Nikomat FT2 、1975年（昭和50年）3月） - ニコマートFTnの改良型で固定ホットシューの採用、シンクロソケットの単一化・タイムラグ自動調整、水銀電池から酸化銀電池への使用電池の変更がされている。生産はさほど多くないがニコマートFTnより現代的でストレスなく使える。
- ニコマートFT3（Nikomat FT3 、1977年（昭和52年）3月発売） - ニコマートFT2をAi化したモデル。同年5月に後継のニコンFMが発売されたため生産はかなり少なかった。ニコマート最終機種であり、最初で最後のAi方式のニコマートとなった。販売台数は日本では白黒合わせて17000台。アメリカでは意外にも人気があったために11万台（NikkormatFT3）が実績である。

### ニコマートELシリーズ
- ニコマートEL（Nikomat EL 、1972年（昭和47年）11月発表会開催、12月発売） - ニコン初の絞り優先AE機（ニコン初のAE機はニコンオート35）。電子シャッター制御で、調整範囲は1/1000～4秒（オート時無段階）、電池がないときは機械式の1/90秒のみ使用可能。ニコマートFT系と異なりシャッターダイヤルが軍艦部にある。電池ボックスがミラーボックスの中にある。非AiレンズでAEが可能なのは本機とニコマートELWだけである。
- ニコマートELW（Nikomat ELW 、1976年（昭和51年）2月発売） - ニコマートELをオートワインダーAW-1対応としたモデル。ニコンカメラでは伝統的に巻き上げレバーの予備角引き上げで露出計の電源をONしていたが、本機ではオートワインダー連携のためシャッターボタン周囲のリングで電源のオン/オフができるように変更された。
- ニコンEL2（Nikon EL2 、1977年（昭和52年）5月発売） - ニコマートELWをAi化したモデルで、名称は「ニコン」だがこのモデルまでは「ニコマート」シリーズと見なされる場合が多い。仕様面での変更は地味な印象だが、技術面では受光素子がこれまでのCdSからSPDに変更、ニコンで初めて本格的にフレキシブルプリント基板を採用等多くの新機軸が採用されている。開発はニコンFEと併行して行われ、露出制御ICはニコンFEと共用することを念頭において開発された。

## ニコンFMシリーズ
縦走り機械制御式シャッターを積んだマニュアル露出・マニュアルフォーカスのシリーズ。1970年代半ば各社の一眼レフカメラは小型化が流行となっており、ニコンFMシリーズ各モデルはそれに対応した製品と言える。ニコマートFTシリーズの後継機と言えるが、さらにコンパクトになり、取り回しの良いバランスのとれたサイズである。F一桁機に比べ小型で安価だが、精度と耐久性が高く、プロカメラマンが使用する例も多かった。姉妹機種として電子シャッターや絞り優先AEを搭載したニコンFEシリーズがあるが、2001年（平成13年）に発売されたニコンFM3Aで両シリーズは統合された。2013年（平成25年）に発売されたデジタル一眼レフカメラニコンDfや2021年（令和3年）発売のミラーレス一眼カメラニコンZ fc、2023年（令和5年）発売のニコンZ fに本シリーズのデザインモチーフが継承されている。

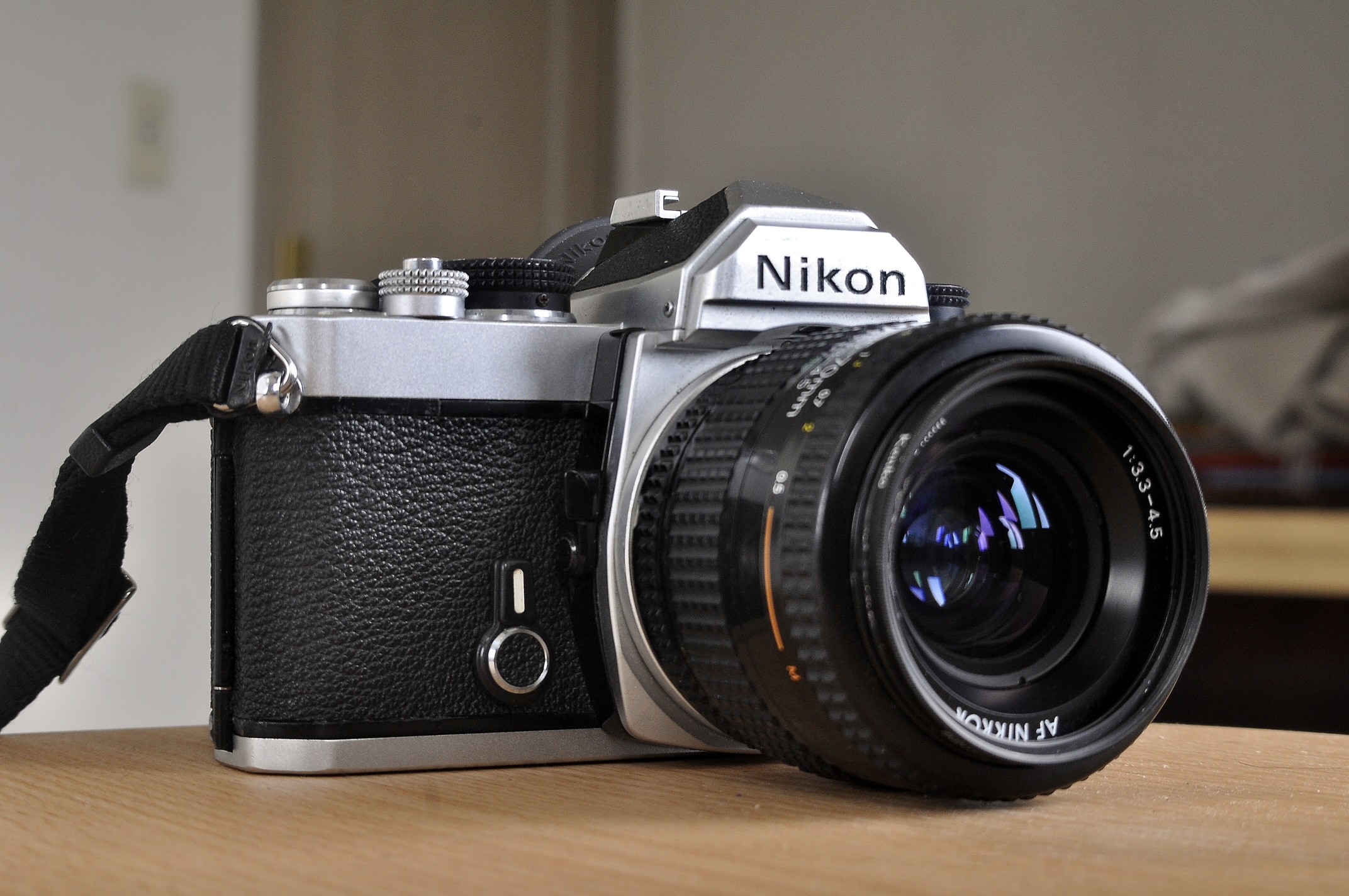
ニコンFM

- ニコンFM（Nikon FM 、1977年（昭和52年）5月発売） - キャッチフレーズは「コンパクト・ニコン」。レンズの絞り値をカメラ本体に伝える機構としてAi方式（Automatic Maximum Aperture Indexing :開放F値自動補正方式）を前提とした初の機種[注釈 12]。このカメラの登場によりレンズのAi方式化が一気に進み「ガチャガチャ」方式は姿を消すことになる。連動レバーを倒すことで非Aiレンズも装着可能だが、この場合開放測光はできず絞り込み測光となる。またミラーアップができないため、装着に際しミラーアップを必要とするレンズは装着できない。使用電池は、銀電池SR44 ×2。露出計はニコンF2のフォトミックファインダーDP-2等と共通のLED3灯式となった。

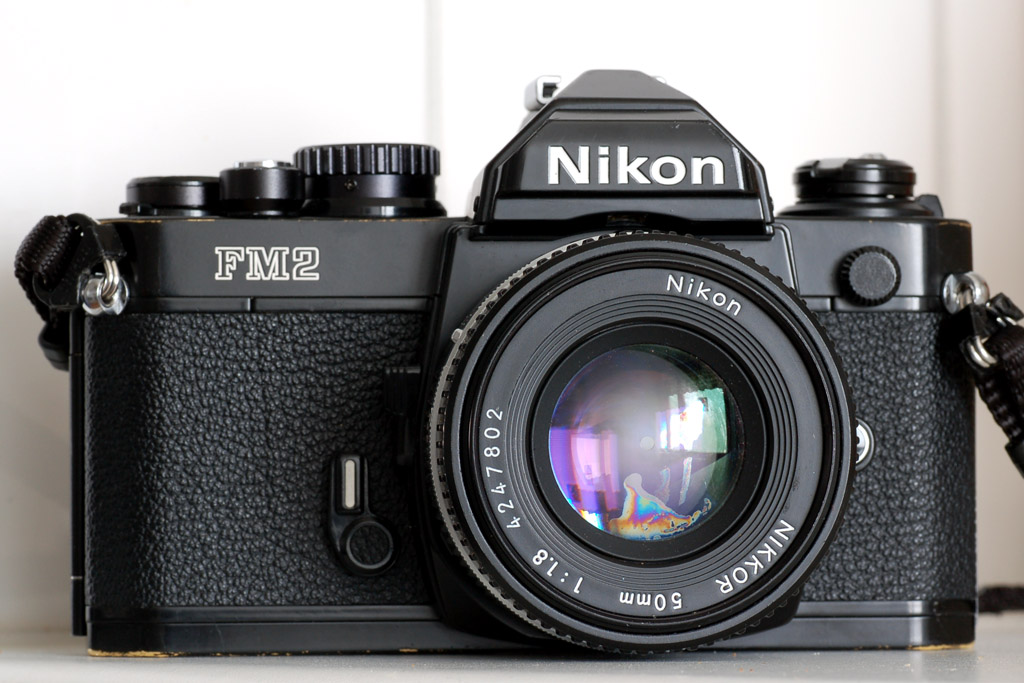
ニコンFM2

- ニコンFM2（Nikon FM2 、1982年（昭和57年）3月発売） - ニコンFMをベースにシャッター速度の高速化を図った機種。チタンシャッター羽根をハニカムパターンで肉抜きすることでシャッター速度最高速1/4000秒及びシンクロ同調最高速度1/200秒を実現、どちらも当時の一眼レフカメラの中で最高速だった。シャッター高速化は日中シンクロ撮影の多い報道カメラマンからシンクロ速度向上の強い要望を受けて開発されたものであり、最高速度1/4000秒の実現はシンクロ速度高速化の副産物と言えるものであった。Ai連動レバーは固定式となり、非Aiレンズは装着できなくなった。2年後にニコンNewFM2へとバトンタッチしたため生産台数は少ない。使用電池は、銀電池SR44 ×2。
- ニコンニューFM2（Nikon New FM2 、1984年（昭和59年）3月発売） - ニコンFM2のシャッター羽根のかしめ位置を変更しシンクロ同調速度を1/250秒へ高速化した機種。前期モデルはチタン合金製9枚羽ハニカムシャッターであったが、1992年（平成4年）以降のモデルではアルミ合金製7枚羽根シャッターに変更となり、後期モデルとも呼ばれる。この変更は耐久性に問題があったためともコストダウンとも言われている。歴代のFMシリーズ同様に写真学校生の定番モデルと言われ、長い間各校の推薦を得ていた。発売時点ですでに一眼レフカメラは自動化の流れにあったが、シンプルな機能、取り回しの良いサイズ、電源がなくても露出計が動かないだけでシャッターは動作し撮影はできることから一種のニッチを確立し、ニコンFM3Aにバトンタッチするまでロングセラーとなった。使用電池は、銀電池SR44 ×2またはアルカリ電池LR44 ×2、もしくはリチウム電池CR-1/3N。
  - ニコンニューFM2/ニコンニューFM2T（Nikon New FM2/T 、1993年（平成5年）12月発売） - ニコンニューFM2の外装をチタン合金製に変更したモデル。
  - ニコンニューFM2/ニコンニューFM2T戌（1994年（平成6年）発売） - ニコンニューFM2/Tに秋田犬の彫刻を施し台湾で戌年を記念し300台が限定発売された。シリアルナンバーはT9400001からT9400300。

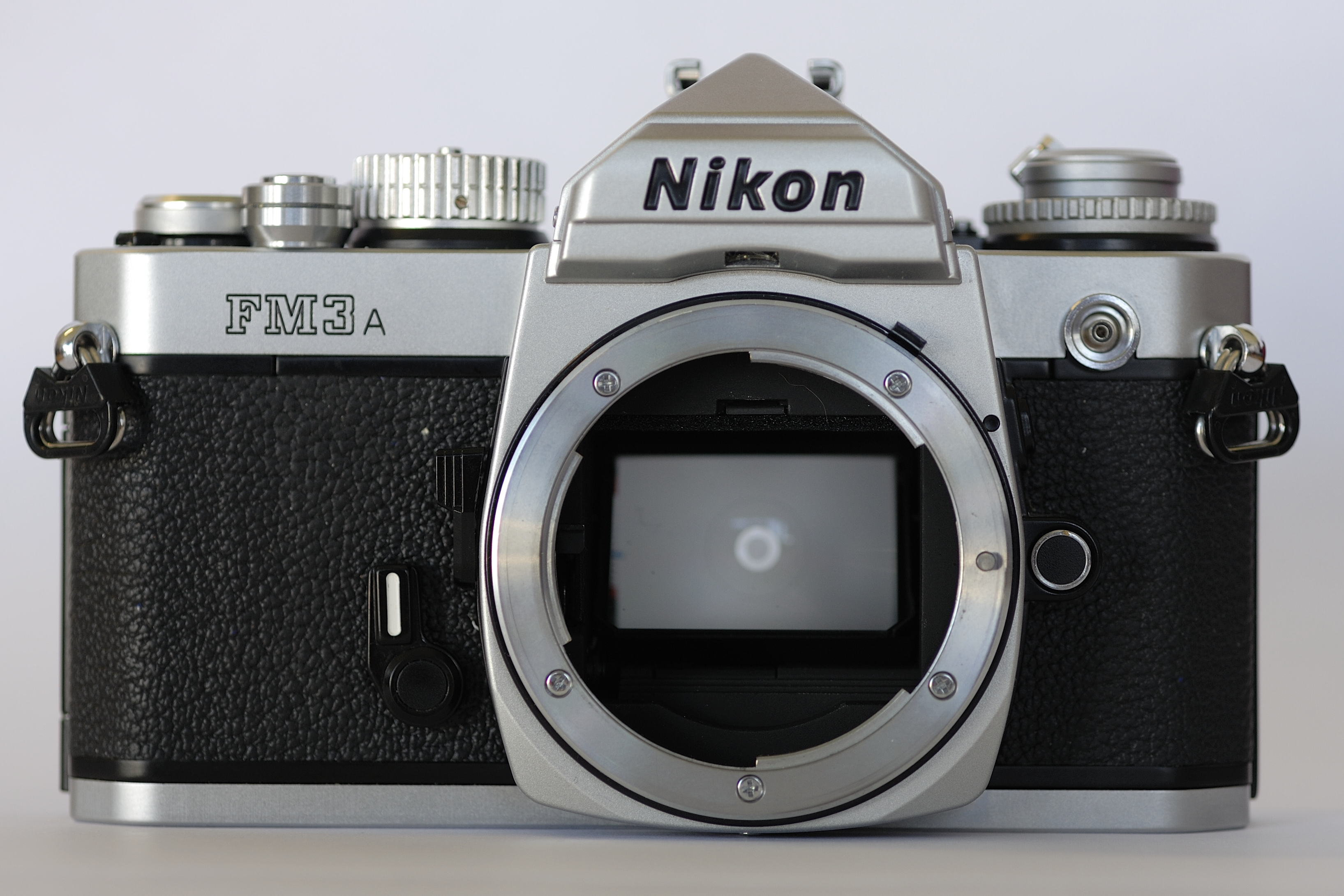
ニコンFM3A
本体のブランドロゴは斜体のNikonとなり、"A"の文字も小さく刻印されている。

- ニコンFM3A（Nikon FM3A 、2001年（平成13年）7月発売） - シャッター制御は機械式と電子式のハイブリッド。全速でのメカニカル制御が可能で、スローガバナーまで備えたハイブリッド・シャッターを持つ。TTL調光やDXコード対応など2000年代のカメラとしての機能も堅実に盛り込まれ、ニコンFM系の3LED式露出計ではなく評判の良いニコンFE系のアナログ指針式露出計を採用した点も評価が高い。ニコンFM系列で初めて絞り優先オートを搭載した。メカニカル制御一眼レフカメラであることが“主”で、絞り優先オートはあくまで“従”であるとされ、ニコンFM3Aのように名前の"A"は通常小さな文字で記載される。とはいえユーザーサイドには「FMシリーズとFEシリーズの統合機」という見方、またファインダー内表示がニコンFM系ではなくニコンFE系であったため「実質的にはニコンFE3M」という見方も存在する。使用電池は、銀電池SR44 ×2またはアルカリ電池LR44 ×2、もしくはリチウム電池CR-1/3N。カメラ事業をデジタル主体に整理するため2006年（平成18年）に生産終了となった。意欲的な新開発が行われたものの生産期間が短かったこともあり、生産終了がアナウンスされた直後から急激に中古市場での価格が上昇している。

## ニコンFEシリーズ
ニコンFMシリーズの姉妹シリーズであり、ニコマートELシリーズの後継シリーズ。ニコンFMシリーズの機械制御式シャッターとLED3灯による露出計表示に対して、電子制御式シャッターと追針式表示を採用。絞り優先AEが使用できる。

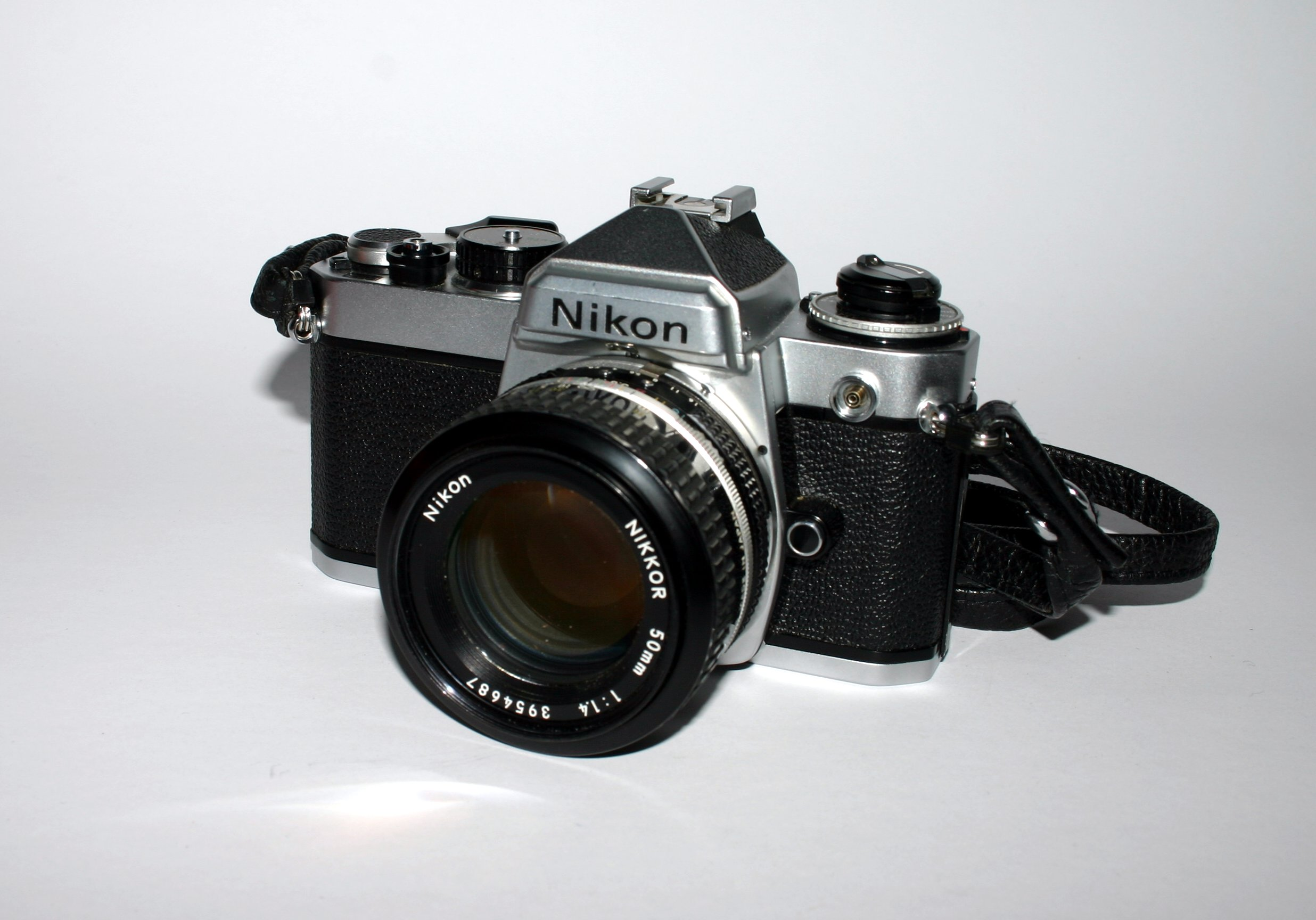
ニコンFE

- ニコンFE（Nikon FE） - 1978年（昭和53年）4月発売。キャッチフレーズは「シンプル・ニコン」。ニコンFMとほぼ同じ外観とスペックに絞り優先AEと電子シャッターを備えた姉妹機。電子シャッター機だが電池消耗時のため機械式の1/90秒のみの非常用シャッターを備える。この機能から誤解を受けやすいが、本機のX接点は1/125秒である。ニコンFMと同等以上にヒットし、プロのサブカメラとして使用される例も多かった。ニコンFMと同様連動レバーを倒すことで非Aiレンズも装着可能だが、この場合開放測光はできず絞り込み測光となる。またミラーアップができないため、装着に際しミラーアップを必要とするレンズは装着できない。電源はSR44×2またはLR44×2。

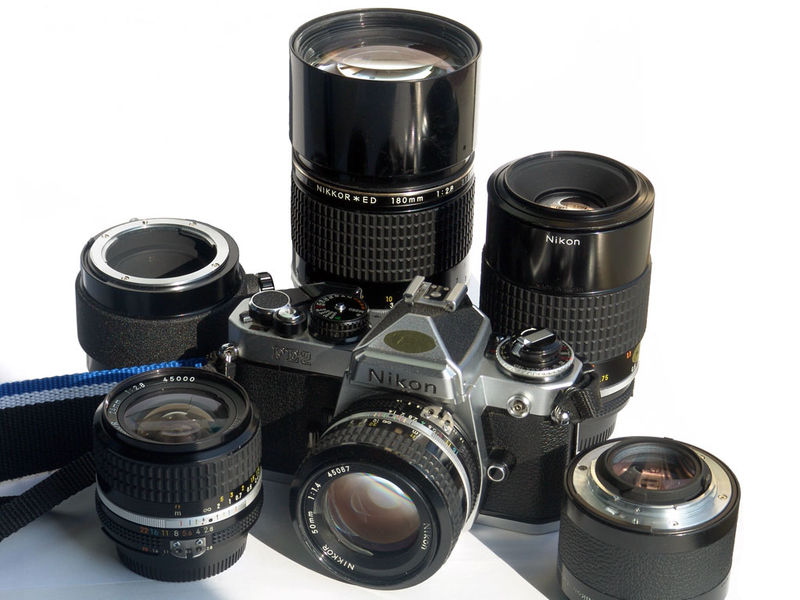
ニコンFE2

- ニコンFE2（Nikon FE2 、1983年（昭和58年）3月発売） - ニコンFM2に対応したニコンFEの発展型。史上初の1/250秒シンクロ機。ニコンFMシリーズでは不可能であったTTL自動調光が可能（ニコンFM3AはTTL自動調光が可能）。マニュアルと絞り優先AEのみのシンプルな露出制御と見やすいアナログ指針式露出計、1/4000秒&X1/250秒シャッター、TTL自動調光といったニコンF3でも得られないモダンな仕様から、バランスの取れた名機として名高い。それゆえ人気が高く、製造中止になってからしばらくは中古市場で新品時の定価以上の値で取引されていた。ただしAi連動レバーは固定式となり、非Aiレンズは装着できない。電源はSR44×2またはLR44×2。

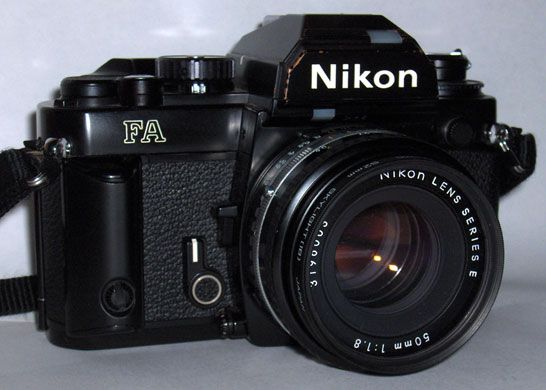
ニコンFA

- ニコンFA（Nikon FA 、1983年（昭和58年）9月21日発売）- 当初ニコンFEをベースとして様々なデータ収集を行って開発され「ニコンFE2」となるはずであったが、機体価格の上昇や仕様肥大化によりニコンFM/ニコンFEとは別の新クラス機として発売された。世界初の多分割測光[注釈 13]機能を搭載したフルモードAE機。露出モードはプログラムオート、シャッター速度優先、絞り優先、マニュアル。測光モードとして、マルチパターン測光の他に中央部重点測光[注釈 14]も備える。但し、本機のシャッター速度優先オートはミノルタXD、フジカAX-5、マミヤZE-Xなどに採用されていたプログラムAEである。これはシャッター速度が設定値固定でなく絞りでの露出制御限界を超えると、絞り込み再測光により高低にシフトするという内容。135mm以上の望遠レンズを装着すると、機械的な連動でプログラムラインが高速側へシフトする。マルチモード、マルチパターン測光を搭載することから愛称は「マルチニコン」。発売当時はマニュアル一眼レフカメラとして最高ランクのスペックと完成度を持っていた。ただしニコンF3と同系統の「＋」「−」のみの露出計表示や、特に瞬間絞込み測光時レリーズ操作からシャッターが切れるまでのタイムラグの長さ、エンジニアリングプラスチックを使用したトップカバーには一部不満の声があった。マルチパターン測光という画期的な技術により、第1回カメラグランプリを受賞。電源はSR44×2またはLR44×2。
  - ニコンFAゴールド - グランプリ受賞を記念して金メッキにトカゲ革張で少数作られた。当時の価格50万円。

## ニコンEMシリーズ
ニコンFM/ニコンFEシリーズより下位のエントリーモデルとして開発された。ニコン一眼レフカメラではもっとも小さいボディを持ち、初めてエンジニアリングプラスチックをボディに本格的に用いたシリーズでもある。
シリーズ第一弾のニコンEMはエントリーモデルとして割り切った仕様としたが、発表当時の日本市場であまり受け入れられなかった反省から、続くニコンFGではフルスペック化が行われた。ただし絞り値直読窓を持たないなどあくまでニコンFM/ニコンFEシリーズの弟分という位置づけになっているが、とはいえ小刻み巻き上げが可能など一部ニコンFM/ニコンFEシリーズを上回るスペックを持つ。
- ニコンEM（Nikon EM 、1979年3月海外発売、1980年（昭和55年）3月国内発売） - キャッチフレーズは「リトル・ニコン」。女性ユーザーもターゲットに入れて小型化と操作の簡略化を重視して設計され、撮影モードは絞り優先AEのみ[注釈 15]。ニコン一眼レフの中でオート露出専用なのはこのカメラと後年発売されたAPS規格一眼レフのプロネアSだけである。シャッターユニットはスクエア型のセイコーMFCを採用。電池消耗時の非常用として、1/90秒のみの機械式シャッターも備えている。ニコンとしては初のエントリーモデルで、同時期に低廉で小型軽量の交換レンズ「ニコンレンズシリーズE」もリリースされた。外装デザインはジョルジェット・ジウジアーロにより、ニコンF3と同時になされている。専用モータードライブMD-Eとの一体化を意識したデザイン、小刻み巻き上げ可能な巻き上げレバー（中折れ式）、その中央に配置されたシャッターボタンなどニコンF3に似た特徴が多く、一部では「リトルF3」などと呼ばれていた。先行発売された海外仕様機は貼り革の意匠（シボパターン）が異なり、バッテリーチェックボタン・逆光補正ボタンが青い。外装の意匠を一部変更し国内発売されたがAE露出専用の普及機だったこともあり、ニコン＝プロ用高級機のメーカーというイメージが強い日本では発売当時あまり人気がなかった。だが非常に小型軽量でシンプルであること、デザインが秀逸であること、ニコンカメラのブランド性、そして1990年代に写真家の田中長徳が著書の中で褒めたことなどから、むしろ生産終了後に人気が出た。また本機は海外市場でかなりの成功を収めたと言われており、パブリシティの一環として1982年のハリウッド映画『ロッキー3』冒頭のシーン、チャンピオンになったロッキーがさまざまなCMに出演しているという設定でニコンEMのロゴが載ったパンフレットが大映しになる－、というシーンが登場することからもその一端がうかがえる。ニコンF4を例外としてニコンEM以降の機種はレンズマウント周囲の「露出計連動レバー」が固定式になったため、非Ai方式レンズはAi改造しなければボディに装着できなくなった。そのうえ55mmF1.2など、Ai改造しても装着できないレンズも存在する。
　またEM発売の時期は第二次オイルショックが一段落つき、需要回復のために必死のコストダウンが模索されていた時期であり、競合他社を含め国内販売価格40,000円・AE専用という、ほぼ同一コンセプトのカメラが開発されていたという時代の産物でもあった。電源はSR44×2またはLR44×2。
- ニコンFG（Nikon FG 、1982年（昭和57年）5月発売） - 愛称は「プログラム・ニコン」。ニコンEMをベースにプログラムAE、絞り優先AE、マニュアル露出制御を搭載。プログラムAEは絞りを手動で変えるとプログラムシフトと称してシャッター速度優先AE的に使用できる。この露出機構のため、自動絞り連動レバーの動きを絞り段数にほぼ比例するよう改善したAi-Sニッコールレンズが投入された。とはいえ旧Aiニッコールレンズでも自動露出を可能とするため、ミラーアップ直前に絞り込み測光を行う瞬間絞り込み測光が搭載されている。小刻み巻き上げも可能。電源はSR44×2またはLR44×2。

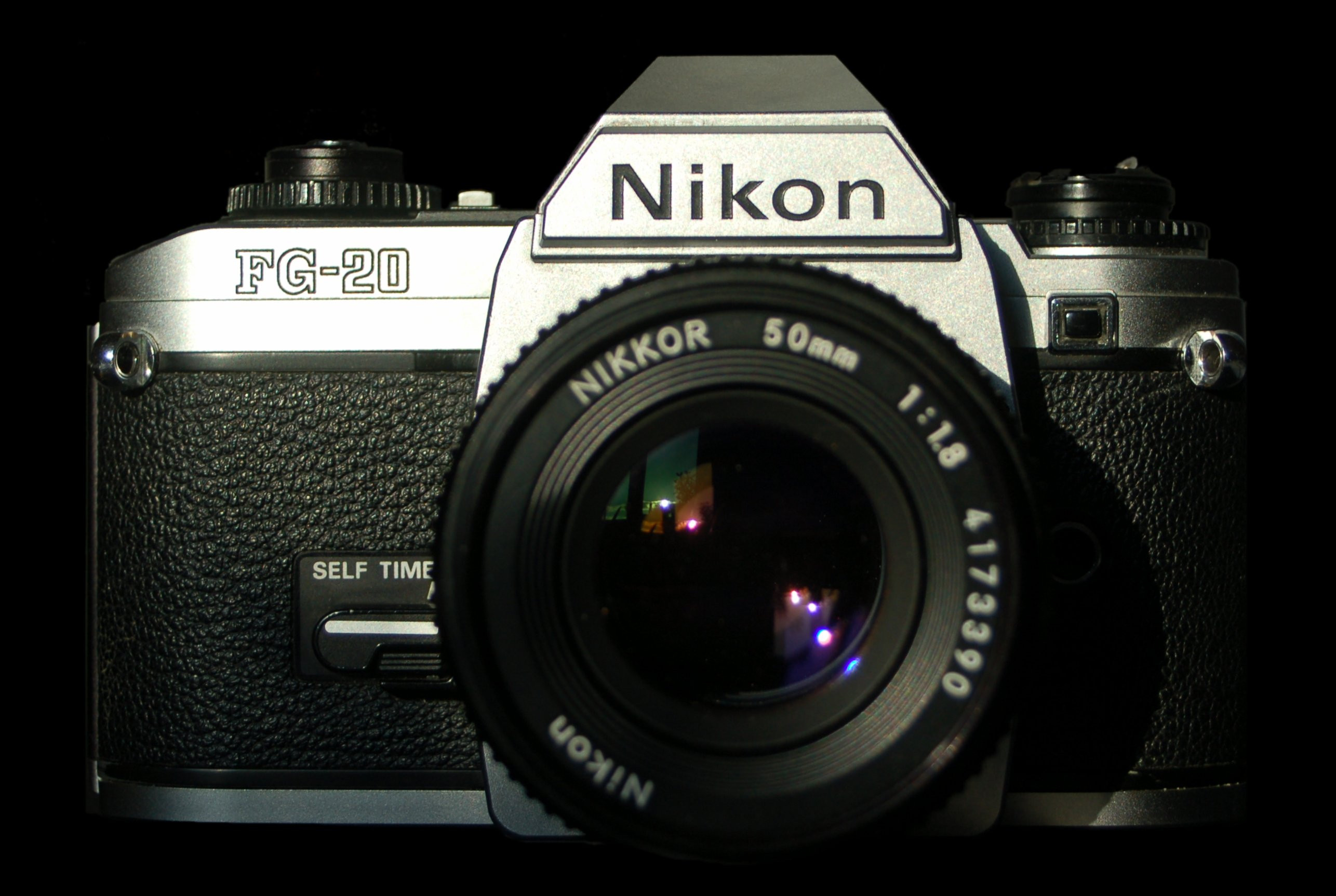
ニコンFG-20

- ニコンFG-20（Nikon FG-20 、1984年（昭和59年）3月発売） - 電子制御シャッターを搭載したエントリーAE機/マニュアル機。「ライトニコン」の愛称で知られる。 同じエントリー機でもAE専用のニコンEMとは違い、マニュアル露出モードがついているので作為的な撮影がしやすい。ニコンFGからプログラムAEとTTL調光が省略され、ニコンFE風の針式メーターとなっているが、シャッター設定値の表示が省略されているため、マニュアル露出での利便性はFEシリーズに劣る。スペック的には多重露光機能とマニュアル露出時のファインダー内情報を省いたニコンFEに近いと言える。露出モードは絞り優先AE（シャッター速度1～1/1000秒・電子制御無段階可変）とマニュアル（1～1/1000秒、1ステップごとに1・1/2・1/4・・・1/500・1/1000と設定できる）。X接点シンクロ速度は1/90秒である。電子シャッター機だが、電池消耗時のため1/90秒のみの非常用機械シャッターを備える。電源はSR44×2またはLR44×2。

## コシナOEM版シリーズ

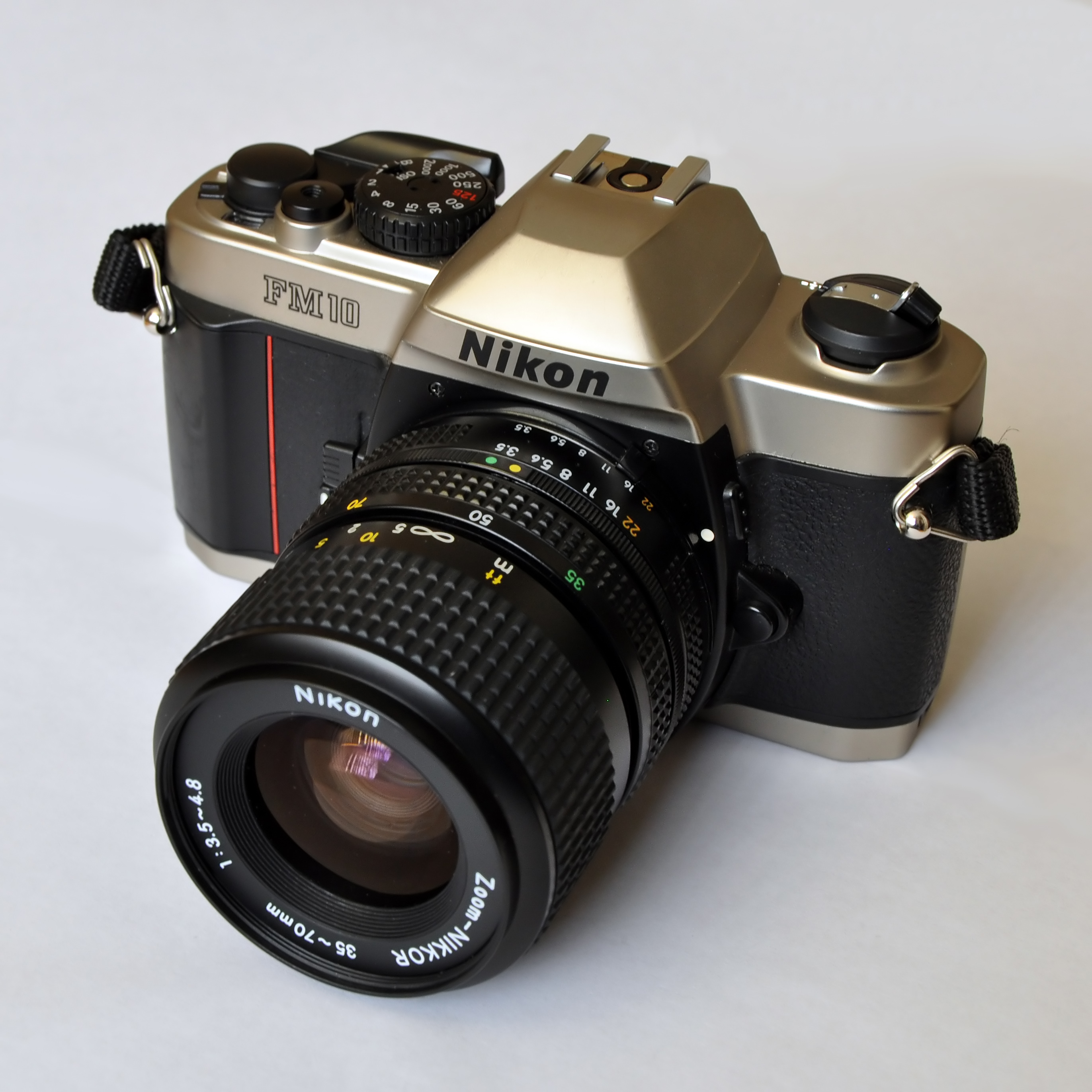
ニコンFM10

コシナの機体（コシナCTシリーズ）をベースにモディファイした、コシナ生産ニコンブランドというOEMによるマニュアル一眼レフカメラシリーズ。形式の記号は共通だが、ニコンが全般的に設計製造したものではないため、ここでは仮に「コシナOEM版ニコンFM/FEシリーズ」と呼ぶ。使用電池は、酸化銀電池SR44 ×2またはアルカリ電池LR44 ×2、もしくはリチウム電池CR-1/3N。
下記の両コシナ機は、OEMにより他にも多くのブランドにモディファイ版（主な相違点はレンズマウント）の兄弟モデルがある。ニコンのレンズが使用可能でありながら廉価で電池に頼らずシャッターが稼動するため、写真を学ぶ学生用として、またプロのサブ機として人気が高く異例に長期間に渡って販売されていた。
海外向け廉価モデルとして企画されたシリーズで、当初は海外向け販売のみだった。しかし一部業者が逆輸入販売したことで人気が盛り上がり、後に日本国内でもニコンより正規販売されるようになった。機械シャッター機と絞り優先AE電子シャッター機のラインナップがある。
- ニコンFM10（Nikon FM10 、1995年（平成7年）5月発売） - コシナCT-1スーパー（ないしC1s）ベースの機械シャッター機。ベースボディと比べファインダー視野枠に突出した露出表示を視野枠外にずらしてあったり、ニコンFM系でおなじみのミラーバランサーを追加するなど小改良が施されている。2006年（平成18年）ニコンがカメラ事業をデジタル主体に整理した以後も、オートフォーカス一眼レフカメラのニコンF6と共に販売が継続されていたが、2019年（令和元年）12月販売終了。
- ニコンFE10（Nikon FE10 、1997年（平成9年）2月発売） - コシナ機（リコーXR-7MⅡ等に相当）ベースの電子シャッター絞り優先AE機。ニコンFM10と同様にファインダー視野枠突出表示の改善とミラーバランサーの追加がされている。カタログ上の説明写真ではファインダー表示部が画面に突出しているが、実機ではファインダー視野を全く削り取っていない。2011年（平成23年）12月販売終了。

## ニコンF3桁シリーズ
オートフォーカスを前提とした中級～普及機シリーズ。ただしニコンの販売戦略の都合でニコンF-301、ニコンF-601Mの二機種のマニュアルフォーカスカメラを含む。フィルムのイージーローディング、巻上げ用モーターの内蔵、フィルム感度自動設定などはこのシリーズから導入された。

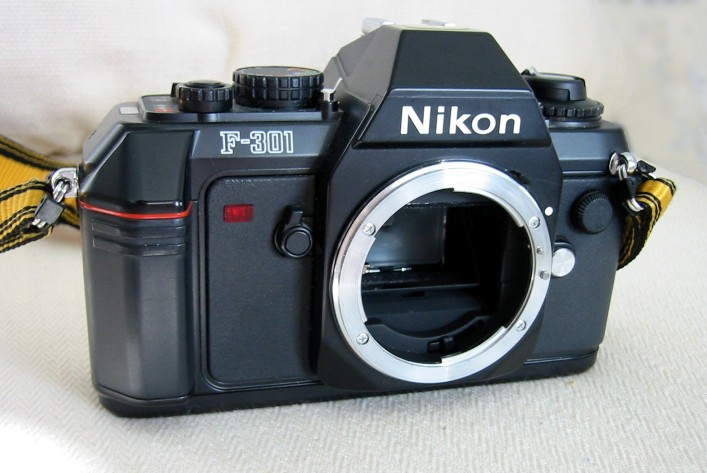
ニコンF-301

- ニコンF-301（NikonF-301 、1985年（昭和60年）9月発売） - ニコン初のフィルム巻上げモーター内蔵一眼レフカメラ。マニュアルフォーカスカメラだが内容的には翌年発売のニコンF-501のオートフォーカス未搭載製品であり、オートフォーカスに対する市場動向を探る過程で先行導入された[注釈 16]。電源は単4×4本。後のニコンF-501とバッテリーホルダーに互換性があり、交換により単3電池にも対応した。

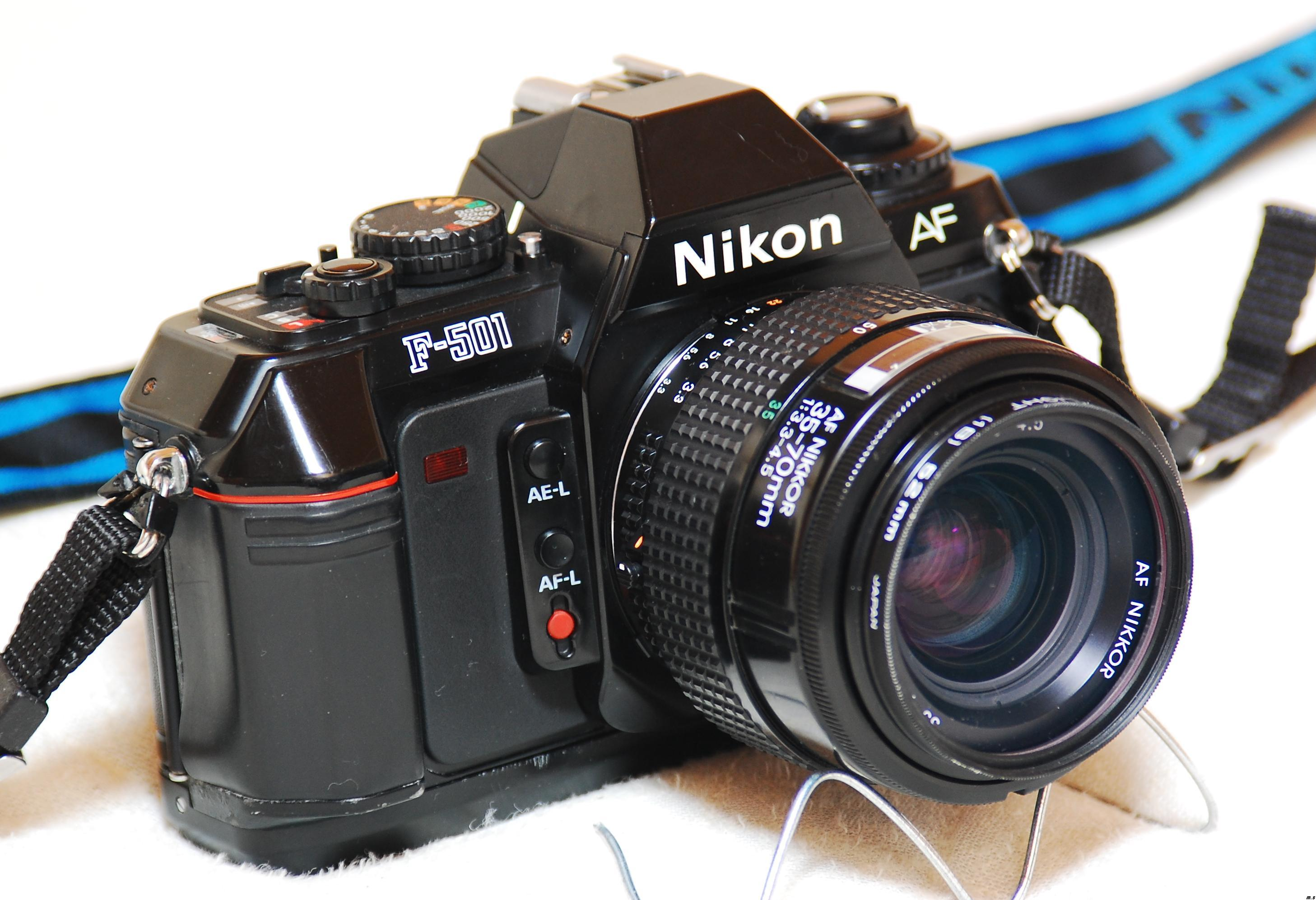
ニコンF-501

- ニコンF-501（NikonF-501 、1986年（昭和61年）4月発売） - ミノルタα-7000発売による、いわゆるαショックを受け、発売された、ニコン初の本格的なオートフォーカス一眼レフカメラ[注釈 17]。ニコンで初めてボディーとレンズの間の情報伝達にCPU連動方式を採用し、対応するAiAF〜Sニッコールレンズが順次発売された。この機種ではまだ自社製のセンサーではなく、アメリカのハネウェル製のTCLセンサーを使用していた。イージーローディングと2.5コマ/秒のモータードライブを内蔵[注釈 18]。ボディ内モーターによるAF駆動方式のニコンF3AF用のレンズも使用できる。ファインダーの視野率約92%、倍率0.85倍。電源は単3×4本。

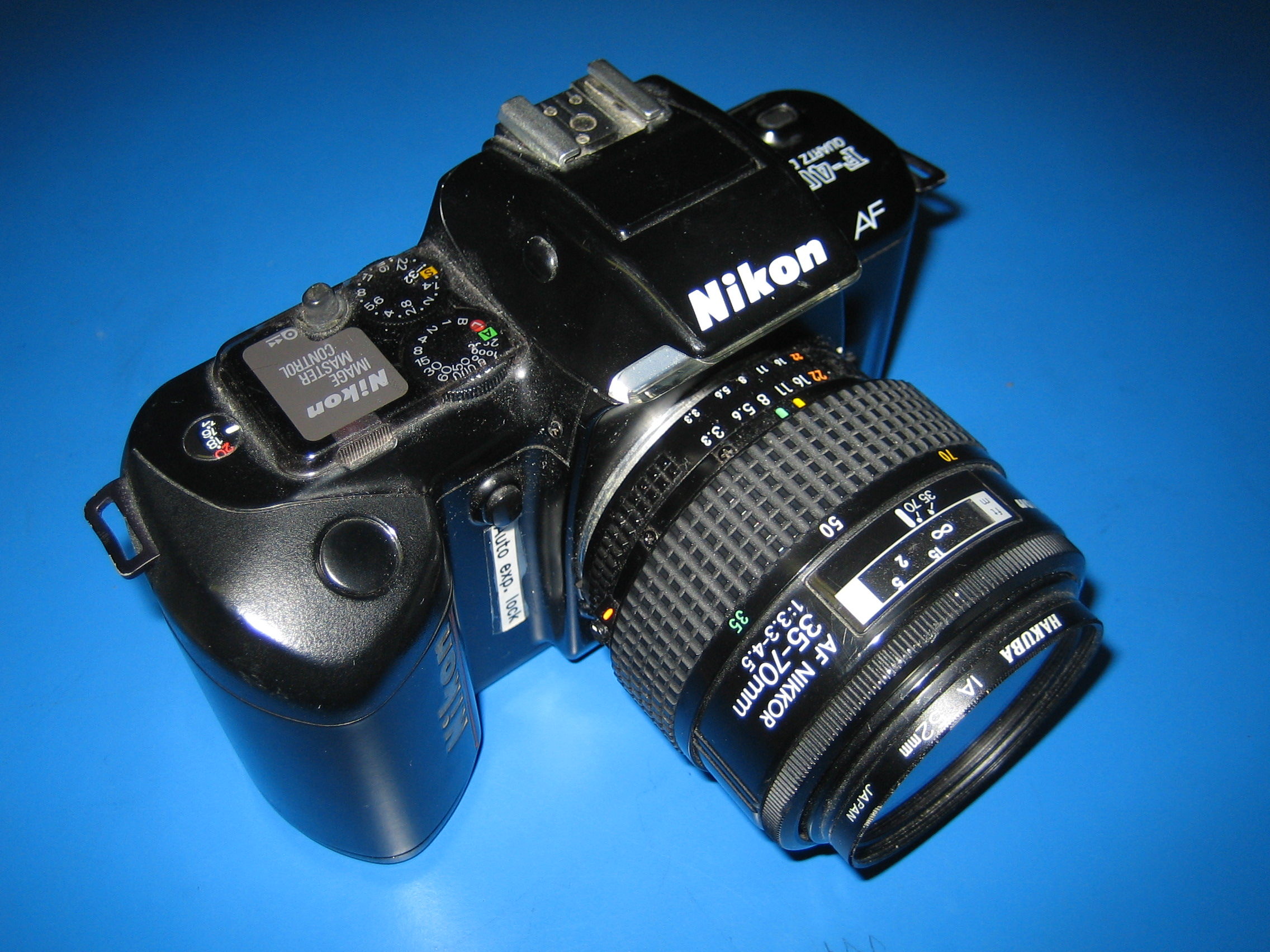
ニコンF-401

- ニコンF-401（Nikon F-401 、1987年（昭和62年）6月発売） - ニコン初のスピードライト内蔵一眼レフカメラ。この機種から自社製のオートフォーカスセンサーが導入された。各社でオートフォーカス一眼レフカメラの低価格化を目指す切っ掛けとなった機種で、ボディ本体価格6万円台を達成している。それまでの機械的で硬い印象があったニコンカメラのイメージを一新する、丸みを帯びた人間工学的なデザインも特徴。フィルム給装に於いて巻戻しも自動化されたニコンで初の機種となり、また普及機としては初めてマルチパターン測光が採用された[注釈 19]。なおCPU搭載レンズ使用を前提に設計された初の機種で絞り値の設定はボディ側で行う。先述の理由からCPUを搭載しないAiレンズでは露出インジケータは作動せずマニュアル露出での使用となる。電源は単3×4本。 「日本光学工業」時代に広告宣伝などで使用されていた旧「Nikon」ロゴが内蔵スピードライトとグリップに刻印されている。ニコンの一眼レフカメラでは唯一、旧「Nikon」ロゴがボディに刻印された機種である。

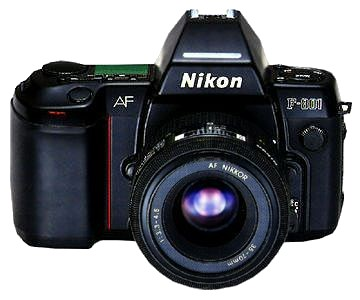
ニコンF-801

- ニコンF-801（Nikon F-801 、1988年（昭和63年）6月発売） - 幕速度2.7msの実現による史上初の1/8000秒高速シャッターを搭載。シンクロ同調は1/250秒。ベーシックだが基本性能が高く、プロのサブ機として使用される例も多かった。「日本光学工業」から「ニコン」に社名が変更されてから初めて投入された機種でもある。
- ニコンF-401s（Nikon F-401s 、1989年（平成元年）4月発売） - ニコンF-401の改良機種。オートフォーカスセンサーがニコンF4やニコンF-801と同じものに交換された。細かいところでは、グリップと内蔵スピードライトの「Nikon」ロゴが現行のもの（社名変更後のもの）に変わっている。
- ニコンF-601（Nikon F-601 、1990年（平成2年）9月発売） - ニコンF-801とニコンF-401の中間に位置する機種。シャッター等はニコンF-401並みだが、上位機種のニコンF-801にないスポット測光やデータバックを装備しなくても使える段階露出補正機構を内蔵するなど多機能。またAiレンズで開放測光が可能であった。
- ニコンF-601M（Nikon F-601M 、1990年（平成2年）9月発売） - ニコンF-601からオートフォーカス機能と内蔵スピードライトを取り除いたマニュアルフォーカス専用機。マニュアルフォーカスカメラとしては多機能ではあるが、ニコンF-601をマニュアルフォーカスで使う場合と比較して特にメリットはない。
- ニコンF-801s（Nikon F-801s 、1991年（平成3年）3月発売） - ニコンF-801の改良機種。動体予測オートフォーカス機能やスポット測光機能が追加され、オートフォーカス自体もモーターの交換等で強化された。
- ニコンF-401x（Nikon F-401x 、1991年（平成3年）9月発売） - オートフォーカス機能や内蔵スピードライトについて上位機種のニコンF-601と同等まで強化された。

## ニコンF2桁シリーズ
レンズ内の距離環の示す距離の絶対値を信号として発生するDタイプレンズに対応したオートフォーカス一眼レフカメラシリーズ。距離情報をオートフォーカスの高速化や、露出やスピードライト制御の高精度化に利用している。またキヤノンやミノルタと比較して遅れていたオートフォーカスセンサーのワイドエリア化、クロスタイプ化、そして多点測距化も導入された。

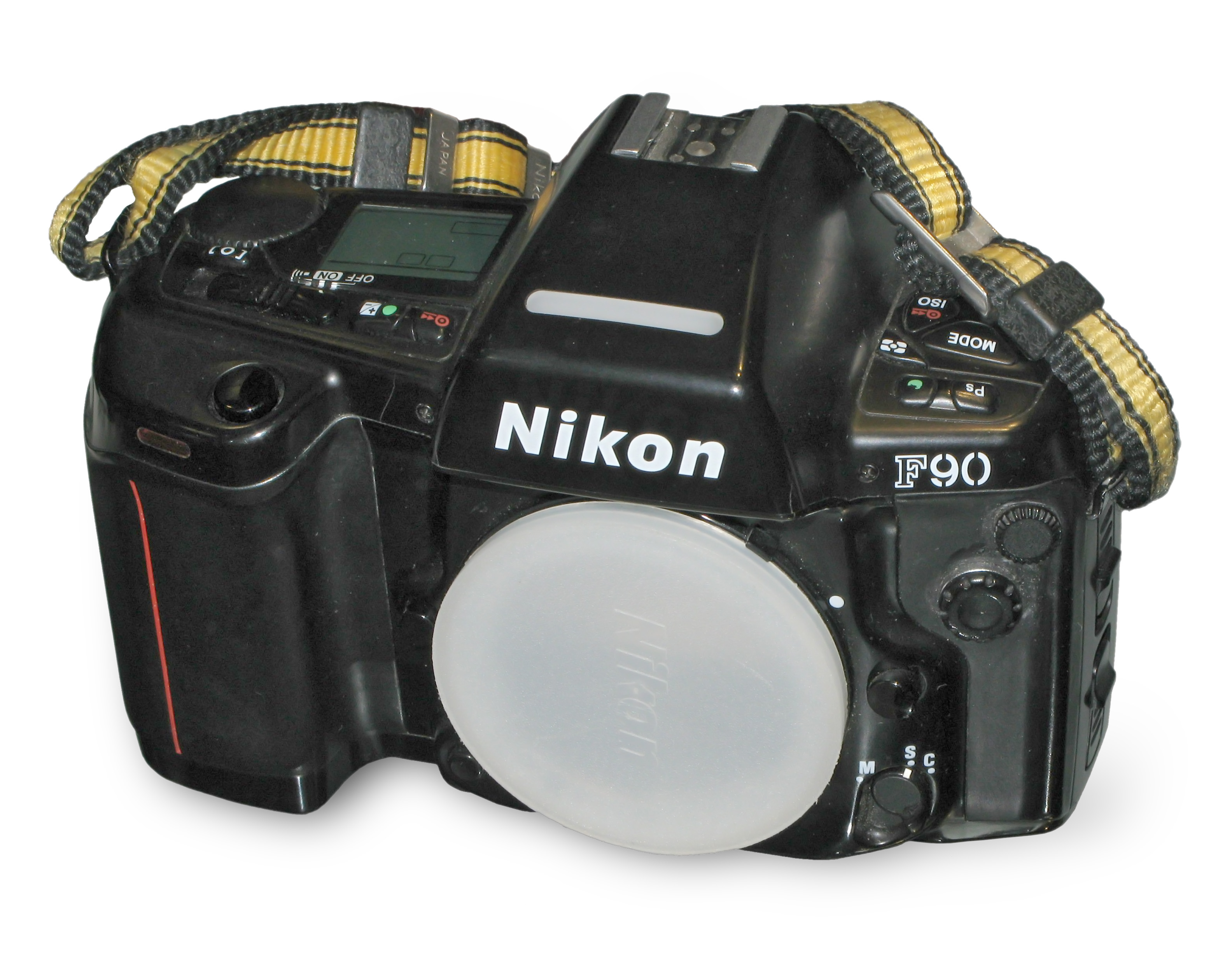
ニコンF90

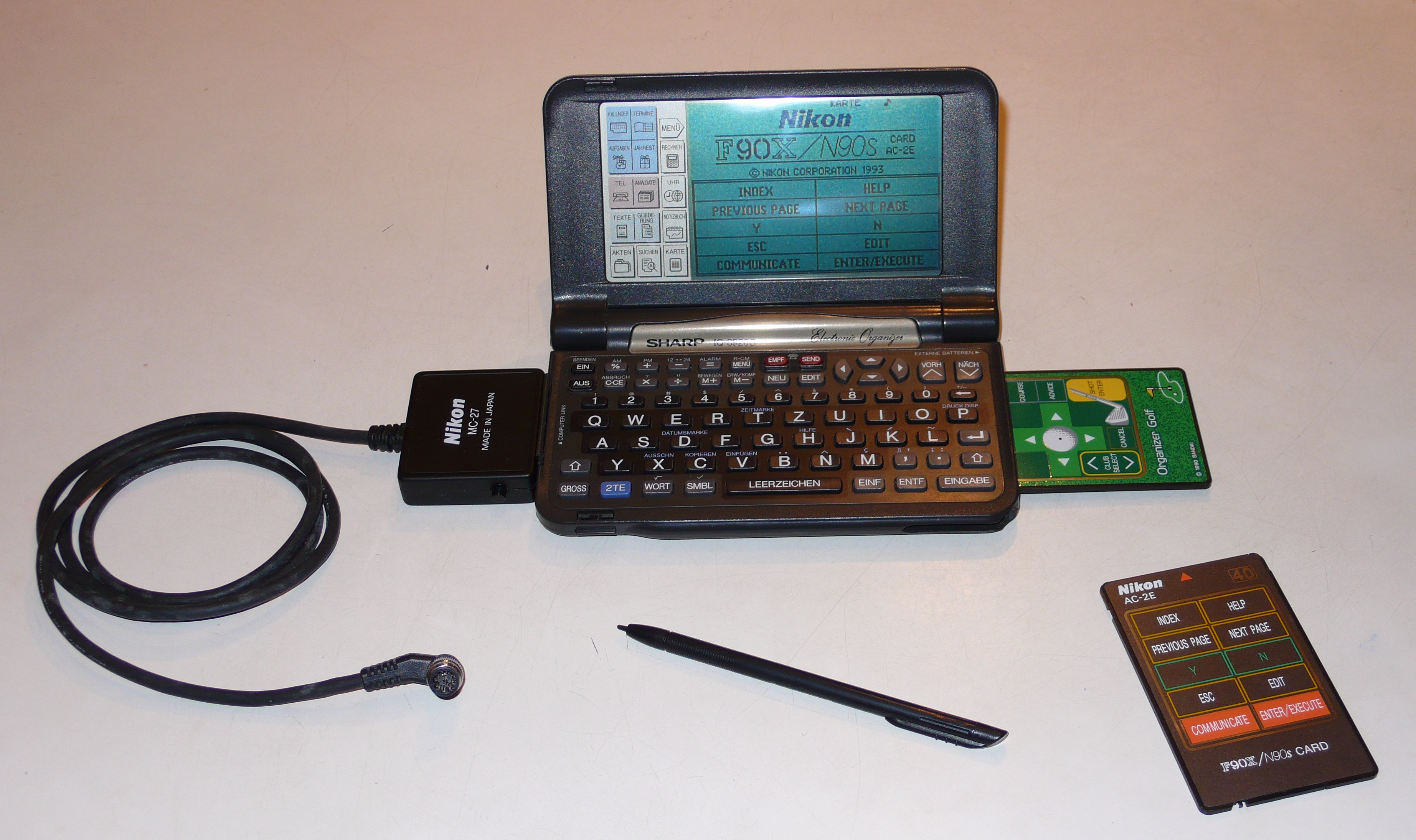
ニコンAC-2Eデータリンクシステム（1993年）

- ニコンF90（Nikon F90 ） - 被写体までの距離情報を用いる「3D測光」が初めて採用され、より測光精度が向上したモデル。専用コードで電子手帳と接続することによりカスタムセッティングの設定や撮影データの保存が可能（後にPCリンクキットも登場）。世界24地域の現地時間・夏時間に対応したデータバックも用意されており、本格的かつ高度に電子化されたパイオニア的モデルであった。
  - ニコンF90S - 1992年（平成4年）9月発売、マルチコントロールバックを標準装備したもの。
  - ニコンF90D - 1992年（平成4年）9月発売。ワールドタイムデータバックを標準装備したもの。
  - ニコンF90 - 1993年（平成5年）2月発売。通常の裏蓋を備える。
- ニコンF70（Nikon F70 、1994年（平成6年）11月発売） - ガイドナンバー14、照射角28mmのスピードライトを内蔵しており、ニコンF-601の後継機、ニコンF80の前身機である。情報表示用にアイコンを駆使したカラー表示の液晶ディスプレイが採用されており、設定状態などがアナログ感覚で読み取れるようになっている。ファンクションキーを押しながらダイヤルを回してカテゴリーを選択し、項目パラメータを変更というする方式は斬新な機構ではあったが、その後ニコンからは同様の機構のモデルは出ていない。マニュアルニッコールレンズが使える（非CPUのAiレンズで開放測光が行える）ことや、露出補正が1/3ステップである[注釈 20]など、F80にない機能を持っている。旧機種ゆえ後に登場するVRニッコールの手振れ補正機能は使えず、Gタイプニッコールでは露出モードがプログラムとシャッター速度優先しか使えないが、AF-Sレンズが使えるのはニコンF-601にはない利点である。フィット感を持たせるため裏蓋に貼られたラバー素材が、製造から年月が過ぎて経年変化によるベタ付きを起こしている個体が多い[注釈 21]。
  - ニコンF70D（Nikon F70D ） - パノラマ撮影切替が内蔵されているモデル。
- ニコンF50（Nikon F50 、1994年（平成6年）4月発売） - ニコンF-401シリーズに該当する普及機でシャッターやマニュアルレンズへの対応などは踏襲されオートフォーカスセンサーも従来のままであったが、Dタイプレンズに対応した3Dマルチパターン測光とイメージプログラムを採用している。ドットマトリクス液晶を採用し、ダイヤルを廃した斬新なユーザーインターフェイスを採用したが、初心者やファミリーユースにはあまり受け入れられなかった。また露出補正など中〜上級者がよく使う操作が煩雑になった。ニコンの一眼レフカメラで最初にパノラマ切替機構を採用したモデルでもある。
- ニコンF90X（Nikon F90X 、1994年（平成6年）10月発売） - ニコンF90のマイナーチェンジモデル。オートフォーカス性能の向上、縦位置グリップ対応などにより信頼性の高いカメラとなった。
  - ニコンF90X - 通常の裏蓋を備える。
  - ニコンF90XS - マルチコントロールバックを標準装備したもの。
  - ニコンF90XD - ワールドタイムデータバックを標準装備したもの。

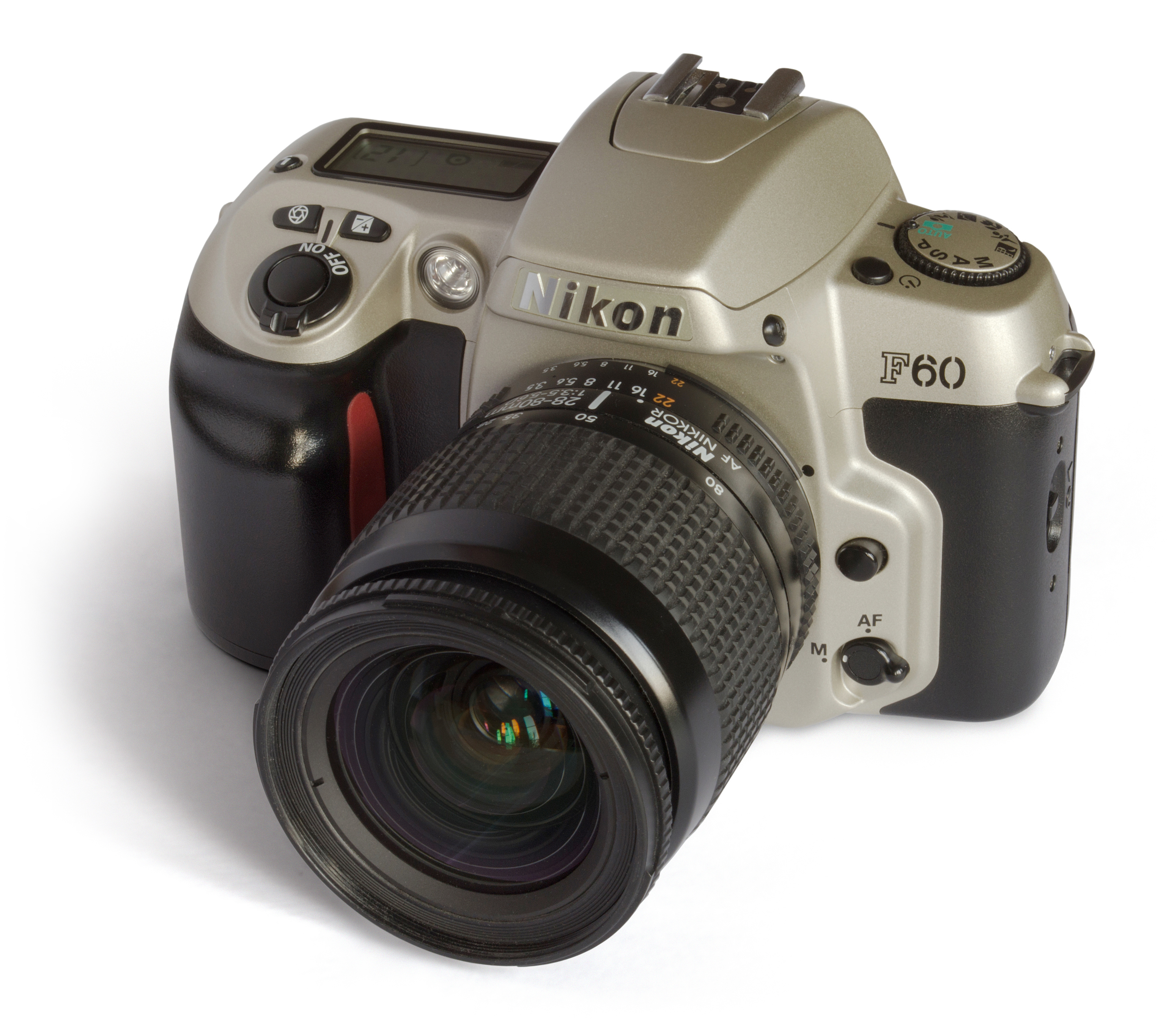
ニコンF60

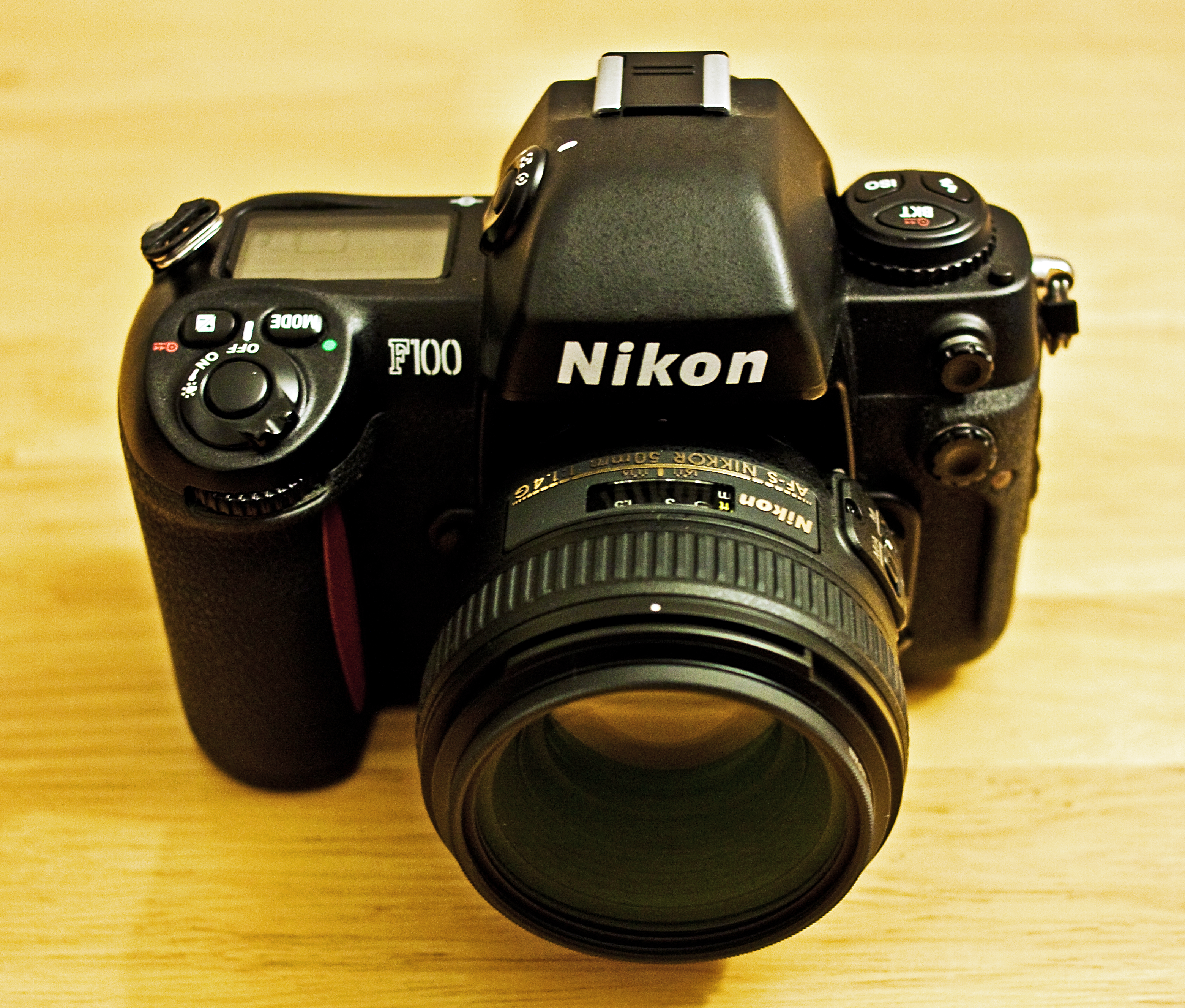
ニコンF100

- ニコンF60（Nikon F60 、1998年（平成10年）8月発売） - ニコンF50の後継機でカメラとしてのスペックはほぼそのまま踏襲したが、デザインや操作性に関してはニコンF5の要素を取り入れた。また他社並みにモード切替ダイヤルを採用し、操作性は大幅に改善された。なおこのモデルまでは普及機クラスでもペンタプリズムには光学ガラス、マウント周りやフィルムガイドレール等カメラ内部の要所に金属部品が使用され、ニコンらしいポリシーが感じられる。全製品日本製。
- ニコンF100（Nikon F100 、1998年（平成10年）12月発売） - キャッチフレーズは「F5ジュニア」。大きく重くなったニコンF5の基本性能を維持したままに小型・軽量化を実現した。5点測距オートフォーカスに加えて、ニコンとして初めて採用されたのがオートフォーカスエリアのスーパーインポーズによるファインダー内表示である。スーパーインポーズにはLEDが採用されており、選択されたフレームが赤く照らし出され認識しやすくなっている。ボディにはマグネシウムダイキャストを使用。フィルムカメラ事業の縮小により2006年（平成18年）をもって生産終了となった。
- ニコンF80（Nikon F80 、2000年（平成12年）4月発売） - ニコンF70の後継機であるが機能省略も行われている。オートフォーカスは上位機のニコンF5やニコンF100同様に5点測距だが、フォーカスエリアの表示には「PN液晶」が採用されており、被写体に応じて表示色が赤または黒に変化する。また、このPN液晶により格子線をカスタム設定で表示することも可能。DとSが存在するが、Sにはデータバック（コマ間データ写し込み機能「シャッター速度」「絞り値」「露出補正値」）が予め組み込まれている。なお後発のニコンF6にも同様にデータバックが標準装備された。ニコンF100とともに2006年（平成18年）生産終了。
- ニコンU/ニコンF65（Nikon F65 、2001年（平成13年）3月発売） - 「大きくて重い」「使いづらい」「難しい」という、今まで一般ユーザーが抱いていたニコン一眼レフカメラのイメージを払拭、400gというニコン史上最小・最軽量（当時）のボディで登場。キャッチフレーズは「ずっとずっと、With U」。海外ではニコンF65の名称で販売されていた。ライカ判フィルムを使うニコンFマウントカメラでは初めてペンタプリズムではなく、ペンタミラーを使用した。
  - b.Nikon!!（2002年（平成14年）発売） - 本機種をベースにしたアニエス・ベーとのコラボレーションモデル。日本で2000台が限定発売された。ブラックボディのニコンUは日本では本機種しか存在しない。カメラとしての機能は、日付写し込み機能がないほかは通常のニコンUと同じである。
- ニコンUs/ニコンF55（Nikon F55、2002年（平成14年）3月発売） - 初代ニコンUをコストダウンし、さらに小さくした最廉価版モデル。ボディ、AFニッコール28-80G、AFニッコール70-300G、バッグ、使い方ビデオをまとめた「カジュアルセット」もあった。徹底したコストダウンが施された結果、オートフォーカス制御信号線が省かれているためAF-IやAF-Sといったレンズ内にオートフォーカス駆動部があるレンズではオートフォーカスの使用ができない。この点は、旧機種ニコンF-401からニコンF60までの普及機クラスと同じである。ニコンの35mmフィルム一眼レフカメラでは歴代最軽量モデルで、唯一プラスチックマウントを採用している。
- ニコンU2/ニコンF75（Nikon F75、2003年（平成15年）3月発売） - ニコンUの後継モデル。キャッチフレーズは「一眼レフで遊ぼう。」エントリーモデルでありながら5点測距オートフォーカスや3D－25分割測光を装備する。ニコンUsの「カジュアルセット」と同じようなもので「プレジャーセット」というのもある。金属マウント採用。ペンタミラーの蒸着がアルミから銀に変更され、オートフォーカスも上級機ニコンF80並みの専用ダイヤルでの5点選択式に改良、測光機能などはF80を上回る部分もある。海外ではニコンF75の名称で販売されていた。2006年（平成18年）に生産終了。

## プロネアシリーズ
APSフォーマット用一眼レフカメラ。このシリーズのカメラはAiリングを持たないため、CPU内蔵ニッコールレンズ以降を使用する必要がある。また小さなイメージサークルにあわせて専用に設計されたIXニッコールも発売された。
- プロネア600i

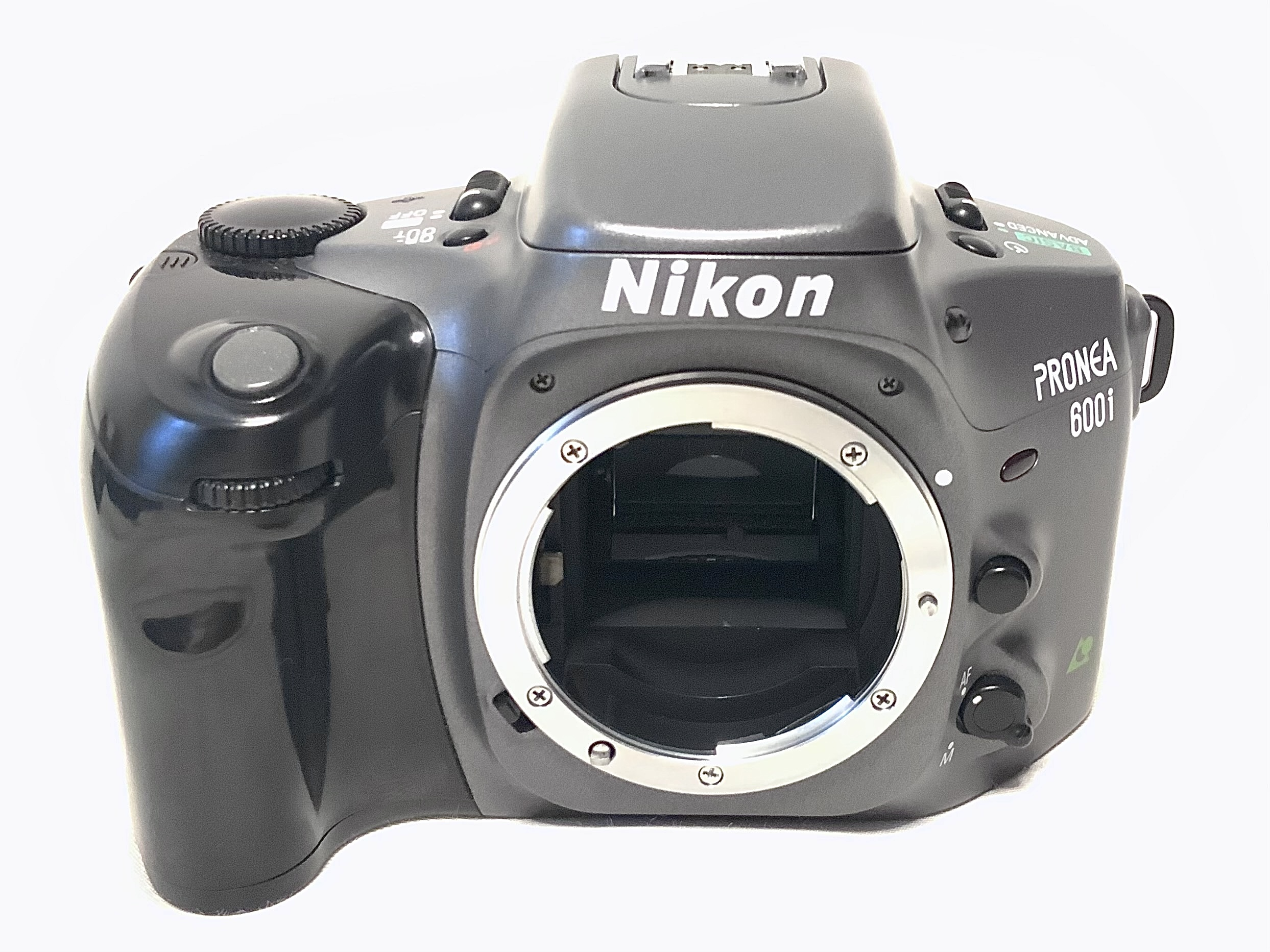
プロネア600i

- プロネア600i（PRONEA 600i 、1996年（平成8年）12月発売） - APSフォーマット用一眼レフカメラの第一弾。基本的な機構はニコンF70のものを利用したといわれているが、操作系はモード切替ダイヤルの採用等で改善されている。上から見るとおにぎりのような三角形の断面をしているのが外見上の特長。なお、量産されたAPSフォーマット用一眼レフカメラの中で、光学ガラスのペンタプリズムを持つのは他社を含めても当機のみ。
- プロネアS（PRONEA S 、1998年（平成10年）9月発売） - APSフォーマット用一眼レフカメラの第二弾。キヤノンやミノルタのAPS一眼レフカメラの第二弾は先行機の単なる簡略機であったが、プロネアSは機能の簡略化を含めて製品コンセプトを根底から変えてきた。女性向けにアピールするため、キャッチフレーズを「ウーマンズ・ニコン」とし徹底的な小型軽量化を実施。重量325g（ボディのみ電池を除く）で、レンズ交換式ニコン一眼レフカメラ全体での歴代最軽量モデル。

## 備考
- 2003年（平成15年）4月1日、サポート業務はニコンカメラ販売株式会社に移管されている。そのため、カタログでは同社が表に出るようになった。